# Università di Bologna
L'Alma Mater Studiorum - Università di Bologna (già Università degli Studi di Bologna; acronimo: UniBo) è un'università italiana statale. Attiva dall'XI secolo, è considerata da molteplici fonti la più antica università del mondo tuttora in funzione.

## Storia

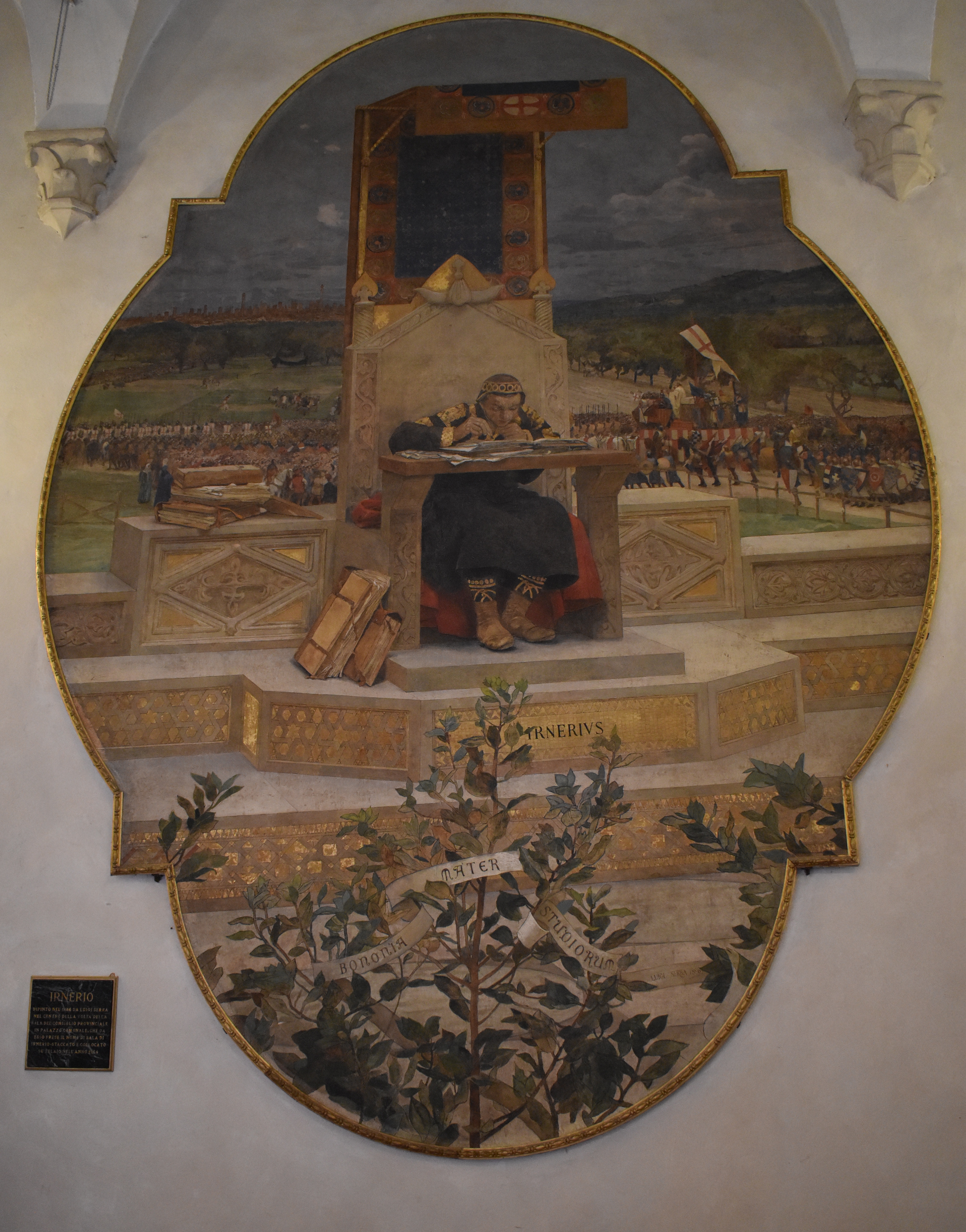
Irnerio che glossa le antiche leggi, dipinto di Luigi Serra a Palazzo d'Accursio.

### Origini
(Giosuè Carducci alle celebrazioni dell'ottavo centenario)
Considerata la più antica università propriamente detta del mondo, la fondazione dello Studium tradizionalmente viene fatta risalire al 1088. La data fu stabilita nel 1888 da una commissione presieduta da Giosuè Carducci. Sebbene convenzionale, la data scelta da Carducci non pare essere distante dalla realtà storica, dato che si hanno notizie della città felsinea come importante centro di studi nella prima metà del XII secolo: già nel 1118 è attestato per Bologna l'appellativo di docta.
La fioritura degli studi di diritto a Bologna si colloca tra la seconda metà dell'XI secolo e l'inizio del XII secolo e va rapportata all'ambiente giuridico formatosi alla corte di Matilde di Canossa. La contessa infatti aspirava a unificare gli eterogenei domini canossiani tramite lo strumento del diritto, determinando uno sviluppo delle attività giurisdizionali nei tribunali tosco-emiliani. La curia di funzionari itineranti e giurisperiti (astantes, causidici, iudices, legis doctores) al servizio di Matilde poteva contare su una nutrita schiera di giuristi bolognesi, evidenza di una tradizione cittadina consolidata.
Tra i partecipanti ai placiti canossiani troviamo due figure tradizionalmente associate alla nascita dello Studium: Pepo e Irnerio. Il primo è attestato più volte tra il 1072 e il 1079, tra cui al famoso Placito di Marturi, che contiene la prima citazione del Digesto dal 603. Il secondo è presente in quattro occasioni nel 1103 e nel 1113 assieme ad altri "causidici" bolognesi, e farà carriera fino a diventare iudex per l'imperatore Enrico V. La prevalenza degli esperti felsinei va attribuita alla forza della nuova scienza romanistica che avevano iniziato a studiare, dato che Bologna non fu mai sotto il dominio canossiano e i contenziosi non riguardavano la città.
Anche le prime menzioni sulle origini dello Studium da parte dei suoi professori medievali riguardano i due protomaestri Pepo e Irnerio. Il giurista Odofredo Denari a metà del Duecento, nelle sue glosse al Digesto, dice che i Libri legales furono trasferiti da Roma a Ravenna e di qui a Bologna, applicando un meccanismo di translatio imperii. A Bologna i libri legales vengono insegnati nella locale scuola di arti liberali (di cui però non ci sono arrivate tracce), prima da Pepo e poi da Irnerio. Il ruolo di Pepo però è screditato da Odofredo, che definisce il suo magistero "di nessuna fama" (nullius nominis fuit), condizionando così l'opinione dei posteri. Il secondo invece viene ricordato come "lume del diritto" (lucerna iuris) dalla "grandissima rinomanza", trasmettendo così l'immagine di Irnerio come fondatore dell'Università.
Una diversa interpretazione della figura di Pepo ci è giunta invece dal maestro inglese Rodolfo il Nero, il quale nei suoi Moralia regum, scritti attorno al 1180, narra di uno specifico episodio, attribuendogli la rinascita dello studio del diritto romano: ad un'assise giudiziaria presieduta dallo stesso imperatore Enrico IV (il cosiddetto placito lombardo), Pepo si sarebbe schierato esplicitamente contro l'opinione degli altri giudici che volevano seguire il diritto consuetudinario longobardo, riuscendo infine a far applicare le constitutiones imperatorum.

### XII secolo

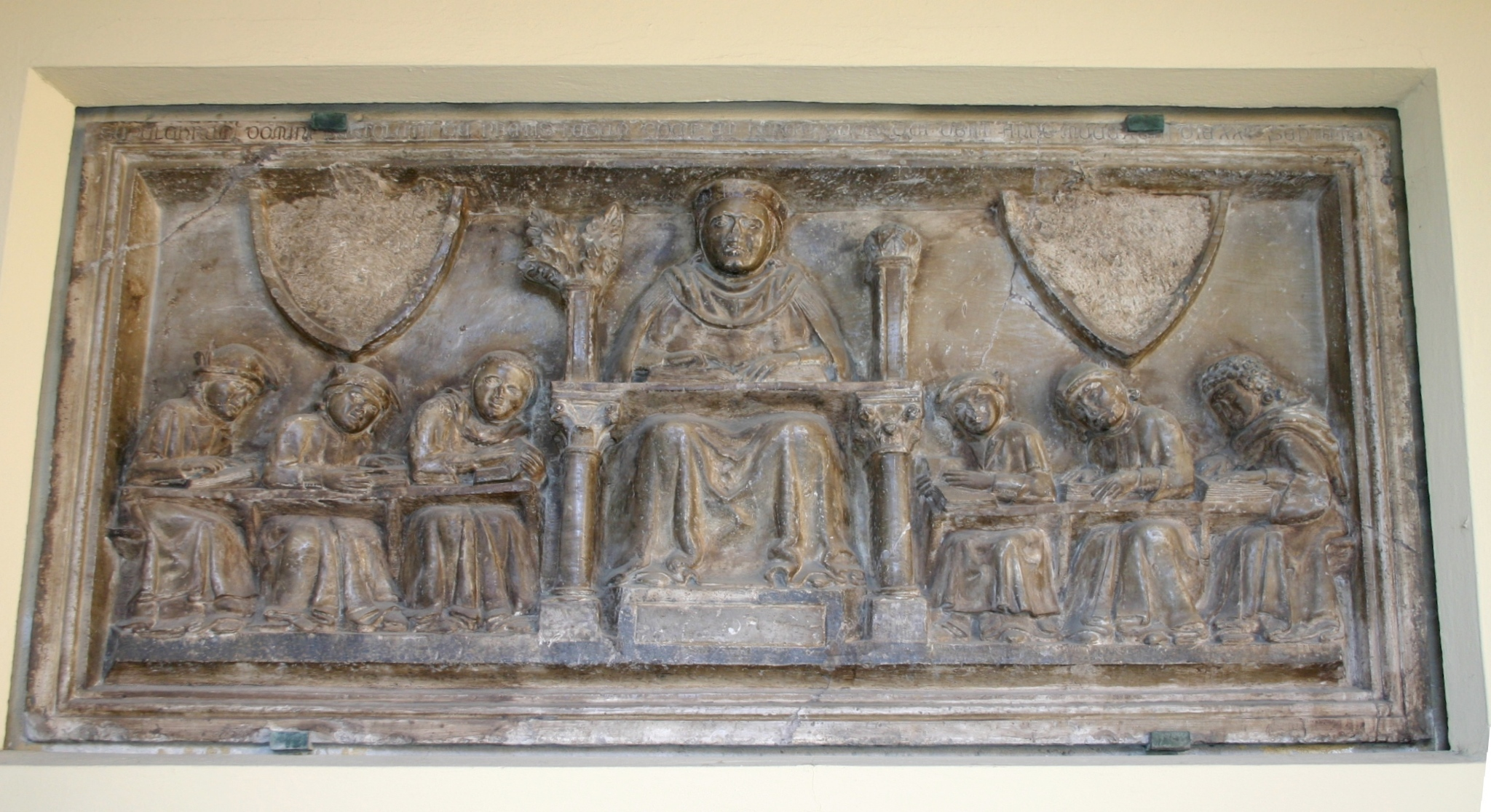
Bartoluzzo de' Preti raffigurato mentre insegna nella lapide del suo sepolcro, nel Chiostro dei Morti della basilica di San Francesco.

Non fu solo il rinnovato studio del Corpus iuris civilis che permise di distinguere le scuole bolognesi dai precedenti insegnamenti di arti liberali che si tenevano presso scuole cattedrali e ordinamenti simili. Nel corso del XII secolo infatti si svilupparono il diritto canonico e l'arte notarile: il primo principalmente ad opera di Graziano, che nel corso della prima metà del secolo elaborò il monumentale Decretum, opera fondamentale in cui sistemò organicamente il complesso di norme e tradizioni giuridiche ecclesiastiche, separandolo dalla teologia. Per quanto riguarda il notariato, va ricordato che a Bologna tra il 1060 e il 1130 vengono elaborati i primi atti notarili, e la stessa scienza giuridica vede l'affermarsi della glossa quale principale metodo di studio.
Attorno a queste scuole dunque si formò l'embrione dello Studium, sorto spontaneamente e dovuto principalmente all'interesse degli studenti, che riuniti in rudimentali forme associative (consortia o societas) cercavano di assumere degli insegnanti per garantirsi un'istruzione superiore. La fioritura di queste scuole, tra cui primeggiava quella di diritto romano, ebbe un rapido sviluppo, in maniera del tutto autonoma e slegata dalle istituzioni pubbliche del tempo. Per i primi decenni non ebbero una forma istituzionale unitaria né sedi proprie.
La scuola più importante fu sicuramente quella derivata dal magistero di Irnerio, sebbene sia più corretto parlare di più scuole, tante quante i suoi successori. la tradizione infatti identifica quattro illustri suoi allievi: Bulgaro, Martino, Ugo e Jacopo, dove quest'ultimo viene indicato come proprio successore in letto di morte, ma ognuno prenderà strade specifiche (Martino ad esempio si avvicinerà al diritto canonico). A questo circolo di studiosi e giuristi sorto attorno ai discepoli di Irnerio verrà poi dato il nome di scuola bolognese dei glossatori.
Fondamentale poi fu la promulgazione da parte dell'imperatore Federico Barbarossa della Constitutio Habita, in seguito ad un incontro con le rappresentanze studentesche avvenuto fuori Bologna nel maggio 1155. Con essa venivano attribuiti a studenti e docenti privilegi e protezioni, tra cui quella di poter scegliere da parte degli scolari di essere giudicati dal vescovo o dal proprio professore. Sebbene fosse un testo di carattere universale, viene comunque ritenuto il primo riconoscimento formale dell'Università di Bologna. Inoltre di lì a poco i quattro dottori verranno convocati dallo stesso Barbarossa alla Dieta di Roncaglia in qualità di esperti di diritto, riconoscendo il prestigio dello Studium giuridico bolognese.

### XIII secolo

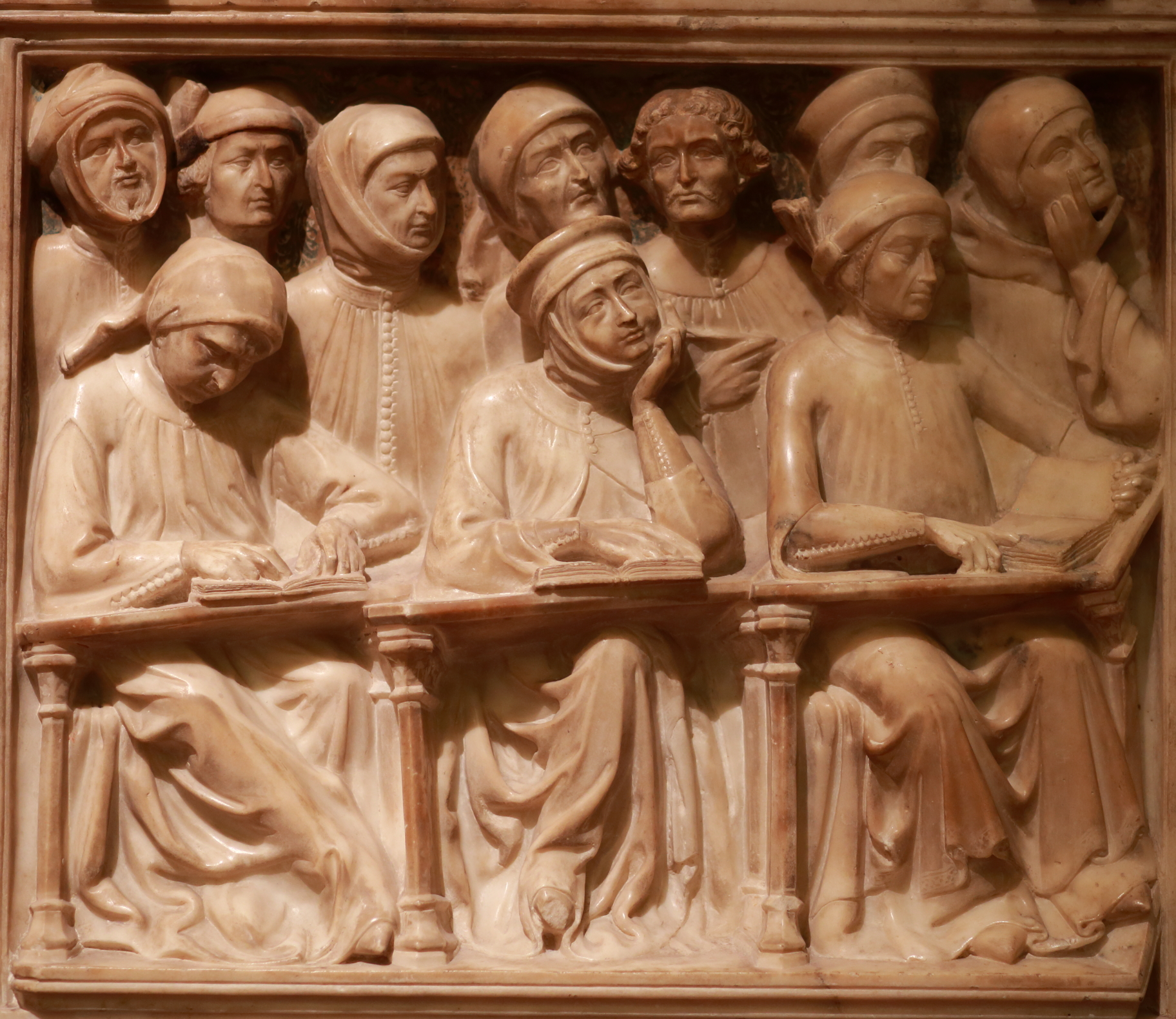
Studenti rappresentati nell'arca di Giovanni da Legnano, opera di Pierpaolo dalle Masegne, Museo Civico Medievale di Bologna.

Già nei primi decenni Duecento lo Studium contava all'incirca un migliaio di studenti. Dalle primordiali associazioni (societas) si erano già formate le cosiddette Nationes, ovvero corporazioni che radunavano gli studenti su base etnica. Esse servivano a garantire ai membri aiuto e mutua previdenza, oltre che a organizzare gli studi dato che sceglievano e finanziavano in prima persona i docenti attraverso un sistema di raccolta delle donazioni definito collectio.
Le Nationes successivamente si confederarono in due organizzazioni definite Universitates: la prima era quella dei citramontani, gli studenti italiani (ma non bolognesi), l'altra quella degli ultramontani, ovvero gli stranieri d'oltralpe. Dal termine Universitas, che per tutto il medioevo e l'età moderna definirà le associazioni studentesche, deriva il nome odierno di Università. Entrambe le corporazioni eleggevano al loro interno capi riconosciuti definiti rectores per poi man mano dotarsi di veri e propri statuti ufficiali.
Venne così a delinearsi il cosiddetto modello bolognese, in cui l'organizzazione degli studi era affidata all'associazionismo degli studenti, contrapposto al modello parigino che invece era basato sull'associazionismo dei maestri, i quali si occupavano di regolare gli studi dei propri scolari ponendosi come principali interlocutori presso le istituzioni del periodo. Il potere studentesco era tale che le minacce di spostamento verso altre sedi erano usate frequentemente come strumento di lotta. Capitò persino che quando queste intimidazioni si realizzarono concretamente, vennero addirittura fondate nuove università: il caso più famoso è quello di Padova avvenuto nel 1222.
Nel frattempo, gli insegnamenti di medicina e arti liberali già presenti a Bologna dal secolo precedente confluirono nella nuova organizzazione universitaria, fino ad allora riservata agli studi giuridici. I tentativi di formare una propria universitas autonoma però fallirono per l'ostilità dei legisti, e nel 1288 un primo riconoscimento della corporazione naufragò. Soltanto nel 1316 venne ufficializzata la nuova Università degli Artisti, come accordo per il rientro degli studenti in seguito ad una migrazione ad Imola. I nuovi studi videro principalmente l'affermazione della retorica e del notariato, oltre che della medicina, all'epoca legata strettamente alla filosofia.
Sebbene mancasse ancora una struttura centrale, con il tempo vennero a crearsi due "zone universitarie". La prima era nel quartiere di Porta Procula e vi si trovavano le scuole di diritto; Gli studenti di giurisprudenza utilizzavano come sede per le loro assemblee la Basilica di San Domenico. Le scuole di arti e medicina invece trovarono posto nel quartiere di Porta Nova, e il punto di riferimento per questi studenti era la Basilica di San Francesco.

Arco romanico della Porta magna Episcopatus o "Porta dei Dottori" sotto al portico di San Pietro in via Altabella, così chiamata perché di qui nel Medioevo uscivano gli scolari addottorati.

Le lezioni erano imperniate sulla lectura, ovvero la lettura e il commento dei testi da parte degli insegnanti, a cui seguivano delle lezioni di approfondimento ogni settimana chiamate repetitiones. Inoltre, fondamentale nel clima culturale medievale erano le quaestiones publicae disputatae, ovvero dibattiti pubblici su temi specifici in cui emergevano professori e studenti dando prova delle loro abilità dialettiche. Le lezioni più importanti si tenevano al mattino, quelle di minor prestigio al pomeriggio. Nel corso del tempo, quando le lezioni principali diventarono privilegio dei cittadini bolognesi, le lezioni pomeridiane furono affidate a illustri docenti stranieri. L'anno accademico iniziava a metà ottobre per concludersi tra agosto e settembre. Le universitates degli studenti controllavano lo svolgimento delle lezioni tramite una procedura definita puntactio, la quale suddivideva il programma degli insegnanti e obbligava loro a svolgere le parti fondamentali entro la fine dell'anno scolastico. L'uniformità delle lezioni e dei programmi era garantita da una commissione studentesca.
Dal canto loro i professori si organizzarono nel Collegio dei Dottori, corporazione "speculare" a quelle studentesche, ristretto ai soli docenti bolognesi e fissato in numero chiuso: 16 giuristi civilisti, 12 giuristi canonisti, 15 medici e artisti. Progressivamente il collegio dottorale acquisì sempre più importanza, trattando coi poteri pubblici (il comune e le autorità religiose) e divenne un corpo elitario di controllo dello Studium.

#### Laurea e titolo dottorale
Nei primi secoli il titolo di doctor indicava principalmente quegli studenti che giudicati dai propri maestri fossero ritenuti degni di poter professare l'insegnamento accademico. Non c'era invece bisogno di un attestato che comprovasse la frequentazione delle lezioni per chi sarebbe andato ad esercitare una professione, fossero quelle mediche o giuridiche. Anzi, spesso molti studenti interrompevano gli studi senza ottenere la laurea.
Tuttavia l'autorità di conferire la licentia docendi (ovvero l'abilitazione a insegnare) era fondamentale nella gestione dello Studium. Se inizialmente erano i maestri che in seguito ad un esame probabilmente informale riconoscevano agli studenti la facoltà di insegnare, nel 1219 la questione venne regolamentata da papa Onorio III tramite una bolla. Questa impose l'arcidiacono della cattedrale, la più importante carica religiosa cittadina dopo il vescovo, quale unica autorità in grado di rilasciare la licentia docendi, provocando non pochi attriti coi professori. In seguito si giunse ad un accordo che formalizzò le procedure d'esame dividendolo in due parti, la prima svolta privatamente dinanzi ad una commissione di laurea composta dai docenti, la seconda praticamente una cerimonia pubblica presieduta dall'arcidiacono. Nel 1291 papa Niccolò IV dichiarò universalmente valido il titolo dello Studium bolognese, aprendo così la possibilità ai laureati bolognesi di insegnare in qualsiasi università (licentia ubique docendi).

#### Donne ed insegnamento
L'insegnamento era riservato agli uomini, tuttavia nella Historia di Bologna (1596) del frate e storico Cherubino Ghirardacci, vissuto nel XVI secolo, si narra che in questa università si laureò Bettisia Gozzadini (1209-1261), che fu la prima donna ad essere titolare di un insegnamento universitario, sempre presso l'università di Bologna. Di essa si riporta che sia stata una giurista italiana, tanto da essere citata in diverse cronache e libri di storia di Bologna, a partire dal XVI secolo, come "dottoressa" e insegnante di diritto dell'Università di Bologna, e in pubblicazioni del XX e XXI secolo indicata frequentemente come la prima donna laureata dello Studium e forse del mondo. Dalla seconda metà del XVIII secolo il suo titolo di laurea è stato posto in dubbio, così come la sua figura.

### XIV secolo

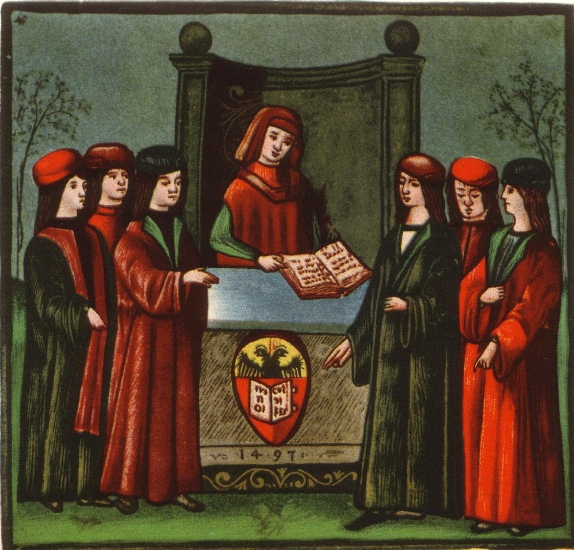
L'ingresso di alcuni studenti nella Natio Germanica Bononiae, il collegio di studenti tedeschi a Bologna in una miniatura del 1497.

Nel corso del XIV secolo lo Studium conobbe vari episodi di crisi interna, testimoni di un andamento declinante sin dall'ultimo quarto del secolo precedente. La vicenda più eclatante fu la condanna a morte avvenuta nel 1321 dello studente Iacopo da Valenza, reo di aver rapito una ragazza di illustre famiglia. In questo clima di tensioni e violenze la minaccia delle migrazioni studentesche si fece più forte, grazie anche alla rilevanza acquisita dai nuovi atenei come quello senese o quello padovano.
Il Comune nel frattempo riuscì almeno in parte ad imporre un proprio controllo sull'Alma Mater. Questo processo passò innanzitutto dallo stipendiamento dei docenti, che se alleggerì gli studenti da questo peso, fu determinante per avvicinare i professori al potere politico. Questi infatti vennero progressivamente assunti dal comune e non più nominati dagli scolari. Accanto a ciò altri interventi vennero fatti per limitare le autonomie delle corporazioni studentesche: sin dal 1309 alla nomina dei rettori assistevano un rappresentante del podestà e uno del capitano del popolo, mentre nel 1381 venne istituita la magistratura dei quattro Riformatori dello Studio, dedita all'organizzazione didattica e al finanziamento delle cattedre, completando così la municipalizzazione dello Studium.
Anche il Papato, seppur tra alterne vicende, sostenne lo Studium esercitando una forte influenza su di esso. I vari pontefici si fecero promotori e garanti dei privilegi studenteschi e incentivarono l'afflusso di studiosi. Sebbene scuole teologiche fossero già presenti a Bologna, in particolar modo attorno a San Domenico, fu solo nel 1360, quando il cardinale Egidio Albornoz riconquistò la città, che venne aperta ufficialmente la facoltà di teologia. Lo stesso Albornoz quattro anni più tardi istituì il Collegio di Spagna, ancor oggi in attività, per ospitare gli studenti spagnoli, futuri membri della classe dirigente.
Le Universitates studentesche gradualmente persero potere, schiacciati dalle istituzioni temporali e spirituali e dal crescente peso dei collegi dottorali. I podestà cittadini si arrogarono molte competenze giurisdizionali sugli studenti. Ciò tuttavia non influì sulle attività e il prestigio dello Studium, tant'è che con la ripresa dell'autonomia comunale dal 1376 uno dei più importanti esponenti politici nonché vicario e ambasciatore pontificio fu il noto giurista Giovanni da Legnano.
Durante il Trecento emerse un'intensa scuola di medicina, già in sviluppo dal secolo precedente, che vide come suo più brillante esponente Mondino dei Liuzzi. Allievo di Taddeo Alderotti, diede un incredibile contributo soprattutto alla scienza anatomica grazie alla nuova impostazione basata sulla dissezione dei cadaveri, procedimento che progressivamente prenderà piede fino ad essere completamente legalizzato alla fine del '400 con una decretale di papa Sisto IV.

### XV secolo

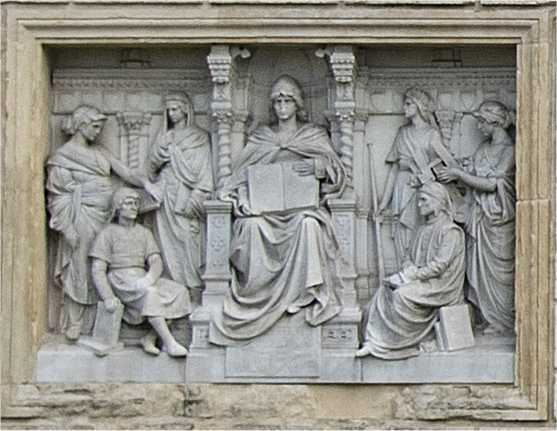
Bononia Docet, bassorilievo di Arturo Colombarini posto sulla Scalinata del Pincio

Nel corso del XV secolo l'aristocrazia senatoria ottenne come privilegio la restrizione del lettorato universitario ai soli cittadini bolognesi. In compenso il Comune manteneva alcune cattedre (Diritto civile, Medicina, Filosofia e Umanità) stipendiando prestigiosi maestri forestieri che altrimenti erano interdetti all'insegnamento. Infatti i finanziamenti erano diventati un problema. Nel 1433 venne stabilito che i proventi della Gabella grossa, ovvero i dazi commerciali bolognesi, venissero destinati all'Università, principio rimasto in vigore fino al XVIII secolo. Nel 1448 papa Niccolò V dovette intervenire, fissando i salari minimi e quelli massimi annuali per i docenti, consolidando il numero delle cattedre complessive a quarantasei.
Il Quattrocento, secolo dell'Umanesimo, vide la diffusione delle nuove idee culturali anche nelle università. A Bologna, gli umanisti della corte di Giovanni II Bentivoglio, avevano ciascuno una propria cattedra nello Studio, con poche eccezioni. Tra questi vanno segnalati Filippo Beroaldo il Vecchio, Antonio Urceo e Vincenzo da Bologna, che dal 1455 al 1485 circa fu insegnante titolare di ebraico. Il rapporto tra ambiente umanista e università fu fertile, basti pensare a Leon Battista Alberti che nei primi anni '30 è stato studente di diritto a Bologna, o alla presenza del cardinal Bessarione, legato pontificio dal 1450 al 1455. I professori universitari inoltre furono tra i protagonisti della diffusione della tipografia a Bologna, che mantenne un ruolo di primo piano per la produzione libraria.
Lo studio vide alternarsi alti e bassi per tutto il secolo, con i primi decenni influenzati dalla pessima amministrazione di Baldassarre Cossa; l'afflusso degli studenti ne risentì gravemente, e si stima che nella prima metà del secolo fossero presenti all'incirca 1 000 studenti, poi cresciuti a 1 500 nella seconda metà. In generale l'andamento dell'università seguiva le vicende cittadine: epidemie, guerre, carestie e malgoverno segnavano Studium e Comune. Tuttavia nel corso del Quattrocento si videro i primi segnali di un declino che emergerà chiaramente solo nel secolo successivo, in particolar modo della teologia e del diritto. Soprattutto quest'ultimo risentì della progressiva affermazione delle scienze politiche e storiografiche rinascimentali, e allo stesso modo i ceti intellettuali non seppero reggere il passo delle novità sociali e culturali.

### XVI secolo

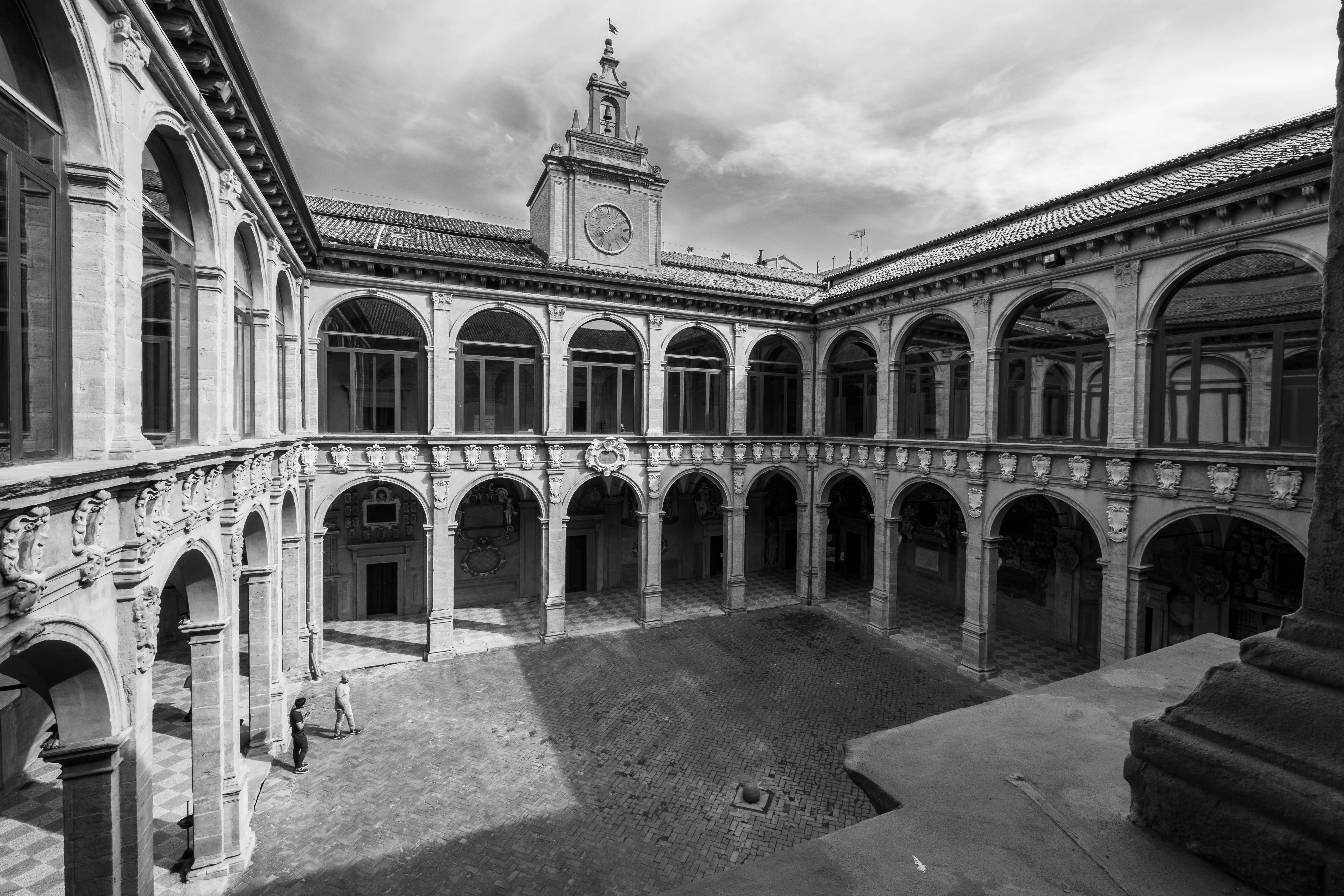
Il cortile interno del palazzo dell'Archiginnasio.

Nel 1506, Bologna passò sotto lo Stato pontificio, determinando così un nuovo assetto politico e sociale che sarebbe durato fino alla fine del XVIII secolo, influenzando ovviamente anche l'Università.
Dalla metà del XVI secolo infatti iniziò un processo di riforma dello Studio, culminato nella costruzione del Palazzo dell'Archiginnasio, fortemente voluto dal Vicelegato Pier Donato Cesi e progettato dall'architetto Antonio Morandi il Terribilia. L'Università ebbe così per la prima volta una sede unica dove concentrare tutti gli insegnamenti, favorendo così un maggiore controllo da parte delle autorità ecclesiastiche, che nel clima della controriforma imposero la professione di fede a studenti e insegnanti.
I cambiamenti coinvolsero anche le istituzioni scolastiche. Il potere degli studenti continuò il suo profondo declino fino all'abolizione del Rettorato studentesco nel 1580. Le antiche Universitates continuarono ad esistere seppur molto deboli, dimostrabile anche dal proliferarsi delle Nationes studentesche. Il governo cittadino costituì un'Assunteria di Studio, composta da quattro senatori aristocratici, al fine di controllare l'Università; l'intento di governare anche i finanziamenti della Gabella grossa non riuscì per via dell'influenza dei collegi dottorali, che acquisirono progressivamente più potere all'interno dello Studio.
Nonostante la stretta subita dall'affermarsi del controllo religioso, il Cinquecento fu un periodo di rinnovato splendore per gli insegnamenti universitari. Già dal XV secolo lo studio della matematica ebbe un forte impulso grazie a Luca Pacioli e Scipione del Ferro, sviluppando in particolar modo le conoscenze algebriche. Notevole inoltre la crescita delle scienze naturali, grazie soprattutto all'illustre botanico Ulisse Aldrovandi. Anche le discipline giuridiche si innovarono, fino all'introduzione del diritto penale tra i corsi di studio nel 1509.

### XVII e XVIII secolo

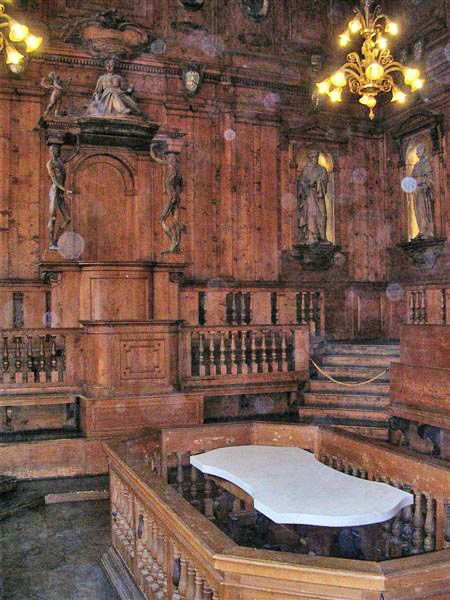
Il teatro anatomico dell'Archiginnasio, costruito nel 1637.

Il Seicento fu invece un periodo di declino per l'ateneo. I lettorati subirono un aumento spropositato fino a raggiungere le 120 cattedre, senza però un corrispondente innalzamento culturale. Gli studenti calarono e anche la loro provenienza subì una restrizione geografica, connotando l'università in senso regionale. Nel 1603 su impulso di papa Clemente VIII, sette senatori vennero inseriti nella Congregazione della Gabella grossa, fino a quel momento formata esclusivamente da dottori: così facendo l'aristocrazia cittadina ebbe l'opportunità di mettere mano ai finanziamenti universitari. Tuttavia il problema dei fondi era gravoso e nel 1668 venne stabilito il blocco degli insegnamenti per un ventennio, a causa delle difficoltà finanziarie. Anche i lettorati tornarono a cifre più adeguate, assestandosi sulla settantina.
Verso la fine del secolo un progetto di più ampia riforma allo scopo di risollevare l'ateneo venne proposto dal cancelliere e arcidiacono Anton Felice Marsili, ma non ebbe seguito poiché osteggiata e rifiutata dalle élite che governavano lo Studio.
Nonostante ciò l'università rimase famosa in Europa per via dei suoi studi. A emergere da questo processo di decadenza furono i nomi dell'astronomo Giovanni Cassini e soprattutto il celebre Marcello Malpighi che contribuì notevolmente alla scienza medica dell'epoca. Inoltre, l'importanza dello Studio fu marcata anche nella nascente commedia dell'arte, dove la maschera bolognese è rappresentata da un dottore in legge: Balanzone.
Per reagire alla crisi dell'ateneo, si formò verso la fine del XVIII secolo un circolo culturale che divenne poi l'Accademia degli Inquieti. Da questa nuova atmosfera scientifica emerse una importante scuola astronomica dominata da Domenico Guglielmini e dal giovane Eustachio Manfredi.
Questa esperienza culturale si incrociò con le volontà di rinnovamento dell'Università di Luigi Ferdinando Marsili, fratello dell'arcidiacono Anton Felice. Marsili ospitò gli Inquieti nel suo palazzo prima di fondare l'Istituto delle Scienze nel 1711, quando l'Accademia confluì nella nuova istituzione scientifica. Grazie all'appoggio del governo cittadino nel 1714 venne acquistato Palazzo Poggi per farne la sede dell'Istituto oltre che dell'Accademia delle Scienze ad essa legata e dell'Accademia Clementina di belle arti.

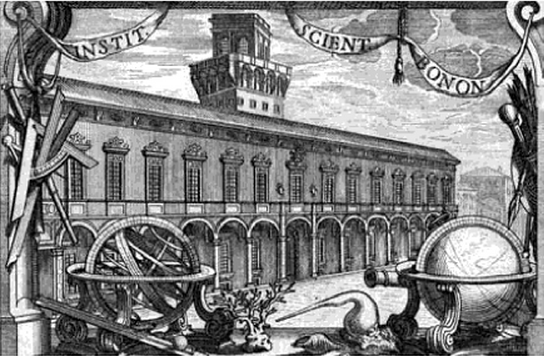
Palazzo Poggi nel '700, all'epoca sede dell'Istituto delle Scienze, oggi dell'Università.

L'Istituto divenne quindi il centro propulsore della diffusione delle nuove idee scientifiche, sul modello delle moderne accademie europee. Presto raggiunse notorietà anche internazionale e godette della protezione di papa Benedetto XIV, a cui diede un notevole impulso. Dimostrazione della profonda influenza dell'Istituto è la figura di Luigi Galvani, il professore di anatomia noto per i suoi studi sull'elettricità.
Nel corso del Settecento si vide inoltre un primo, timido tentativo di superare l'imperante maschilismo accademico all'interno dell'Università. Nel 1732 infatti per la prima volta in assoluto venne assegnata una lettura in filosofia a Laura Bassi, all'età di soli ventun anni. Questo importante passo storico inaugurò l'ingresso delle donne nel mondo della scienza e della cultura accademica: Laura Bassi fu immediatamente seguita da Faustina Pignatelli, Émilie du Châtelet fino alla matematica Maria Gaetana Agnesi e numerose altre.
Dalla seconda metà del XVIII secolo furono molte le docenti donne che si distinsero anche a livello internazionale: l'anatomista Anna Morandi Manzolini eccelse nell'arte della ceroplastica; Nel 1751 la rodigina Cristina Roccati si laureò dopo aver frequentato interamente l'università, prima volta per una donna; Clotilde Tambroni ottenne nel 1793 una cattedra di lingua greca senza nemmeno avere la laurea; Maria Dalle Donne, originaria di Loiano, fu la prima medica donna dell'università e si distinse nell'ostetricia.

### Il periodo napoleonico 1796 - 1815

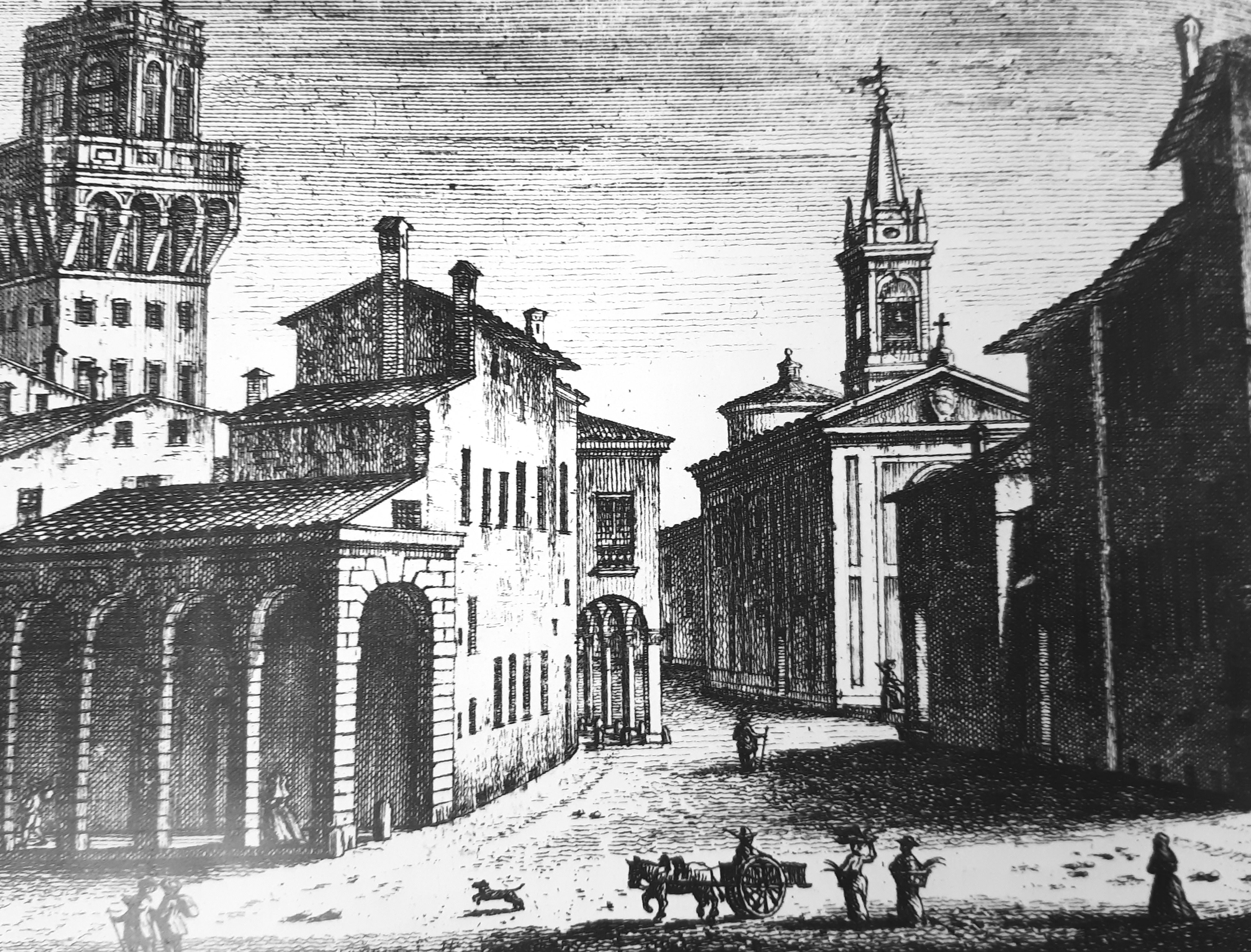
La torre della Specola come si presentava nel 1796.

Con l'arrivo delle truppe francesi nel 1796 iniziò un progressivo susseguirsi di cambiamenti all'interno dell'università, interrotto brevemente solo dall'occupazione austriaca nel 1799.
Inizialmente l'assetto dello studio non fu sconvolto. Con la creazione della Repubblica Cispadana nel 1797 si chiese ai docenti di giurare fedeltà alla nuova repubblica; Coloro che non accettarono furono espulsi, seppur per breve tempo dato che vennero reintegrati con l'arrivo degli austriaci. La gestione dell'ateneo passò sotto il Dipartimento del Reno e furono soppressi i collegi dottorali e le corporazioni studentesche, eliminando così gli ultimi retaggi medievali. Sulla scorta dei valori laici della rivoluzione furono abolite le cattedre legate agli insegnamenti religiosi come teologia e diritto canonico, e istituite di nuove come quella di diritto costituzionale, ma complessivamente non furono operate grandi riforme.
La restaurazione austriaca ebbe uno scarso peso, dato che già nel 1802 venne varato ad opera della neonata Repubblica Italiana una nuova legge sull'istruzione pubblica che individuava come Università statali unicamente Bologna e Pavia, riconoscendo così il prestigioso ruolo dell'ateneo felsineo.
Nella nuova università vennero istituite in un'ottica professionalizzante solo tre facoltà: Medicina, Legge e Fisica-Matematica. Nel 1803 inoltre fu deciso lo spostamento dell'ateneo dall'Archiginnasio a Palazzo Poggi, occupando gli spazi dell'Istituto delle Scienze che divenne Istituto Nazionale. Si venne così a costituire un vero e proprio distretto culturale nel quadrante nordorientale della città, che ospitava oltre all'università anche l'Accademia di Belle Arti con la pinacoteca, il Conservatorio musicale e il nuovo giardino botanico. Inoltre venne impiantato un orto agrario ad opera del docente Filippo Re attorno alla palazzina della Viola, la cui zona oggi prende il suo nome.
Fu grazie all'impostazione napoleonica che si passò dalla tradizionale Università degli studenti al moderno concetto di Università degli Studi. L'ateneo fu definitivamente inquadrato nell'amministrazione statale: per esempio se le facoltà di Fisica e Matematica e quella di Medicina erano sottoposte al Ministero dell'Istruzione, la facoltà giuridica era sotto il controllo del Ministero dell'Interno, a sottolineare l'apporto giuridico degli studi universitari alla nuova formazione statale.

### XIX secolo

#### La restaurazione pontificia
Nonostante la Restaurazione pontificia nel 1815 rimasero i cambiamenti introdotti dalle autorità rivoluzionarie; Tuttavia si ebbe una sorta di ritorno all'ordine con il ripristino delle materie teologiche e l'introduzione da parte del rettore Schiassi dell'obbligo degli esercizi spirituali per gli studenti. La vera inversione di tendenza in senso cattolico si ebbe a partire dal 1824, dopo l'elezione al soglio papale di Leone XII.
Il nuovo sovrano pontefice emanò infatti la costituzione apostolica Quod divina sapientia con la quale la scienza venne proclamata asservita ai valori religiosi. Le università dello Stato della Chiesa vennero riformate in senso prettamente cattolico, pesantemente controllate da una Sacra Congregazione per gli studi composta esclusivamente da cardinali. L'ateneo bolognese venne designato come Università primaria, unico assieme a quello di Roma, e la sua direzione affidata ad un Arcicancelliere, compito assolto dall'Arcivescovo cittadino. Le facoltà vennero riportate a quattro: Teologia, Legge, Filosofia e Medicina-Chirurgia.
Il pesante clima di controllo da parte delle autorità religiose e la pervadente influenza morale cattolica furono contestate in occasione dei Moti del 1830-1831 che portarono ad un'effimera indipendenza cittadina e l'assegnazione temporanea del rettorato al già rinnegato fisico Francesco Orioli. La situazione rientrerà solo con la severa repressione da parte delle truppe austriache.

#### L'unità d'Italia
Il passaggio al nuovo Stato italiano fu accolto con grande entusiasmo anche negli ambienti universitari, sebbene l'ateneo rimanesse in una sostanziale stagnazione. Solo gradualmente, e nell'arco di diversi decenni, furono eseguiti i necessari interventi e lo stanziamento di fondi per assicurare il rilancio dell'Alma Mater. Tra i primi provvedimenti ci fu l'abolizione definitiva della facoltà di teologia e lo spostamento avvenuto nel 1869 delle cliniche universitarie presso l'Ospedale di Sant'Orsola posto fuori le mura.
L'Università faceva fatica a trovare il proprio ruolo all'interno del neonato regno. Trascurata dal potere centrale, solo figure di carattere locale come il rettore Giovanni Capellini, illustre geologo, o il parlamentare e presidente del consiglio bolognese Marco Minghetti diedero rilievo all'ateneo; Nonostante ciò nel corso degli anni '70 dell'Ottocento vennero istituite diverse scuole speciali come quella di Magistero nel 1876; la Scuola speciale di Medicina veterinaria, nello stesso anno, su pressione di Giovanni Battista Ercolani; La Scuola di Applicazione per Ingegneri aperta l'anno seguente, con l'aiuto degli enti locali, e poi statalizzata nel 1897.

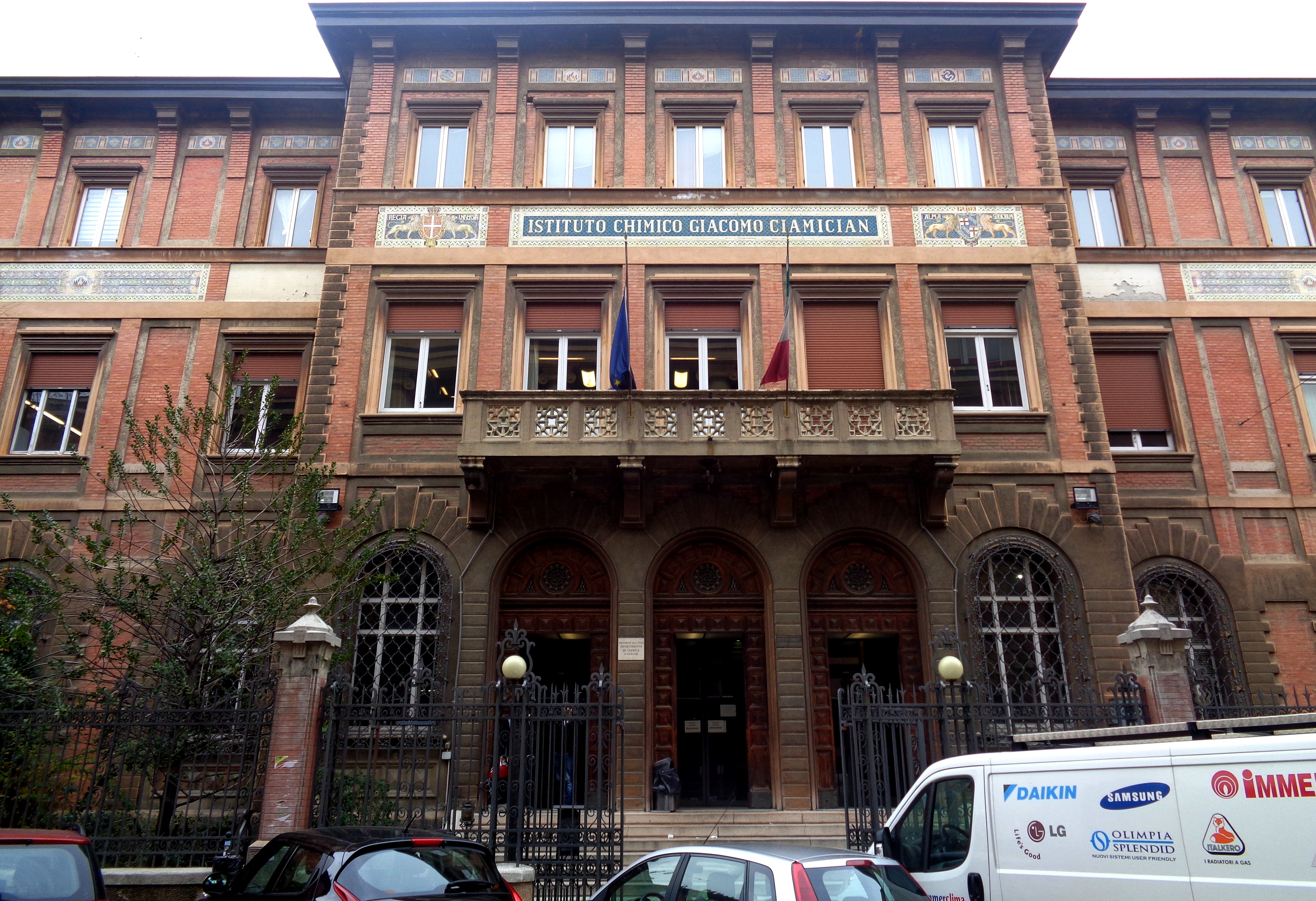
L'Istituto Chimico intitolato a Giacomo Ciamician

Ma l'anno di riscatto per l'ateneo fu il 1888: in contemporanea alla grande esposizione emiliana si tengono le celebrazioni dell'ottavo centenario dell'Università di Bologna. Organizzata dal letterato Giosuè Carducci, che tiene la cattedra di Letteratura Italiana sin dal 1860, vede la partecipazione di varie delegazioni dalle università di tutto il mondo. In questa occasione è proprio lui a "inventare" la data di fondazione dello Studium nel 1088, con un solenne discorso. Inoltre in questa stessa occorrenza vengono conferite, per la prima volta in Italia, 120 lauree honoris causa. Tali festeggiamenti riescono nell'obiettivo di far risaltare l'antica Alma Mater dopo un periodo di latente decadenza.
Dalla fine del secolo fino ai primi anni del '900 l'Università si ampliò, passando dai 670 studenti del 1880 ai 1368 solo dieci anni più tardi. Lavorando di concerto con gli enti locali, vennero stipulate nel corso del tempo varie convenzioni, la prima delle quali nel 1897 con il comune e la provincia; Il risultato fu l'erezione sulla nuova via Irnerio degli istituti scientifici di Mineralogia, Anatomia, Fisica e Botanica. Importanti docenti segnarono questa sorta di rinascita, come il fisico Augusto Righi, il chimico Giacomo Ciamician, il medico Augusto Murri e il matematico Federigo Enriques. Si diede grande impulso alle scienze naturali, grazie anche alla fondazione della scuola di Agraria, ma non vennero sottovalutate le discipline umanistiche: basti pensare ai grandi nomi del già citato Carducci, Giovanni Pascoli, oppure il grecista Vittorio Puntoni che fu rettore a cavallo tra i due secoli.

### Dal XX secolo al nuovo millennio

#### Tra le due guerre

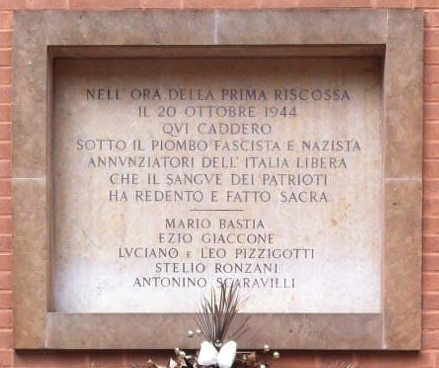
La lapide commemorativa dei caduti nella battaglia all'Istituto di Geografia

Allo scoppio della prima guerra mondiale l'università contava 4.000 iscritti, tuttavia a causa del conflitto la fase crescente si arrestò. Nel dopoguerra, per riprendere i lavori di pianificazione interrotti, si acconsentì alle richieste del nuovo Governo Mussolini, che garantì i fondi necessari allo sviluppo già programmato dell'ateneo. Infatti le autorità fasciste sin da subito si adoperarono per riorganizzare le università e la pubblica istruzione tramite la Riforma Gentile del 1923. L'università venne riorganizzata secondo i nuovi dettami, introducendo il giuramento di fedeltà al regime per docenti e accademici e applicando un modello gerarchico che escludeva i ceti meno abbienti.
Nel 1929 venne stipulata la convenzione edilizia tra il rettore Giuseppe Albini, comune e governo. Si riprese così l'ampliamento dell'ateneo che vide nascere numerosi nuovi istituti e la costruzione del nuovo polo di Ingegneria e Chimica Industriale fuori Porta Saragozza, scuole che assieme a quelle di Veterinaria, Farmacia, Economia e Commercio e Agraria vennero trasformate in facoltà durante gli anni '30. Durante il rettorato di Alessandro Ghigi l'università venne ristrutturata sempre più in maniera marcatamente fascista, riformando gli studi e introducendo nuovi corsi come dottrina del fascismo. Nel 1938 con l'applicazione delle leggi razziali vennero espulsi dall'università 492 studenti, circa cinquanta assistenti e 11 professori ebrei.
La seconda guerra mondiale segnò pesantemente l'università, che tra il 1942 e il 1944 vide calare i propri studenti da 14 000 a poco più di 5 000. Bologna venne bombardata pesantemente dagli alleati e numerosi edifici vennero distrutti o danneggiati tra cui l'Archiginnasio. Molti studenti e professori presero parte alla guerra di resistenza e lo stesso Palazzo Poggi fu teatro di una battaglia tra militi della Guardia Nazionale Repubblicana e combattenti di Giustizia e Libertà. Il 20 ottobre del 1944 circa 200 camicie nere circondarono l'Istituto di Geografia dove era stato allestito un covo dai partigiani. Nella violenta battaglia che ne seguì caddero il comandante della brigata Mario Bastia, Ezio Giaccone, Leo e Luciano Pizzigotti, Stelio Ronzani e Antonino Scaravilli.

#### Dal secondo dopoguerra ad oggi

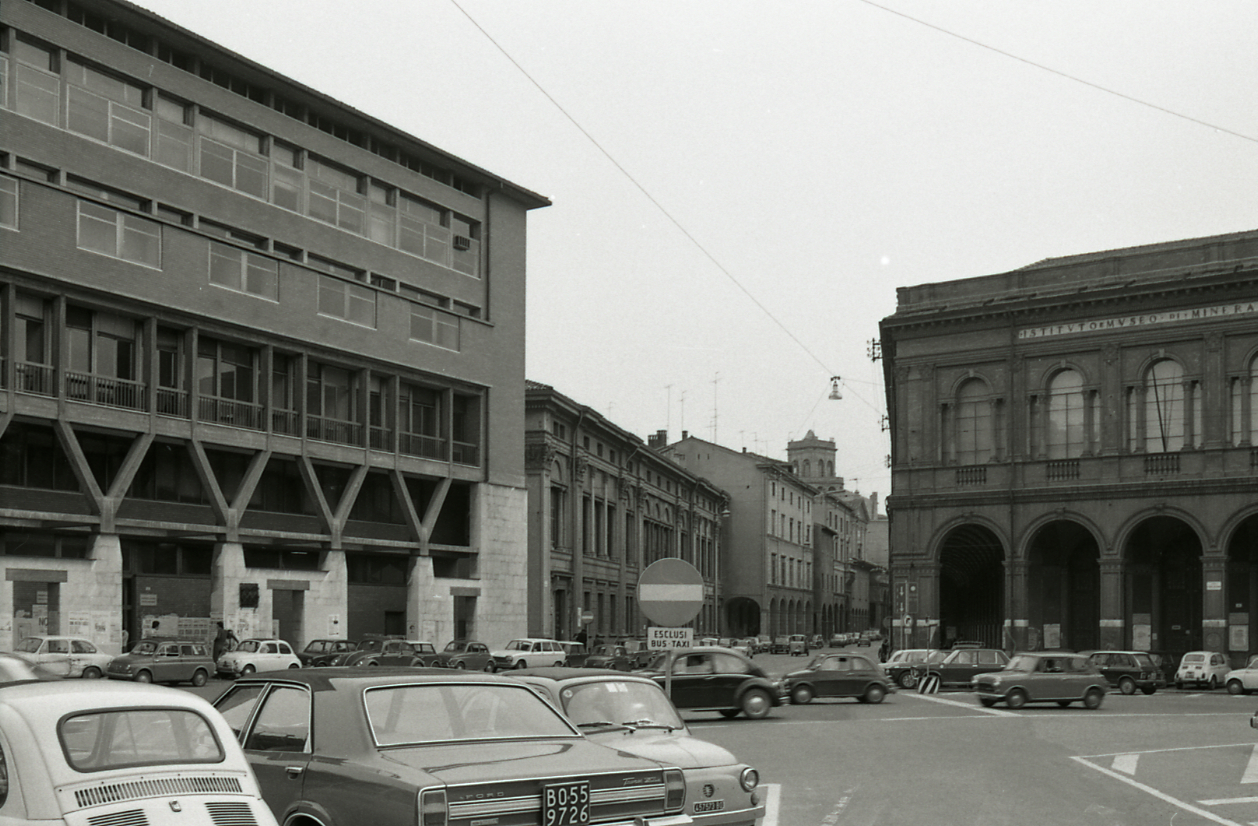
La nuova sede dell'Istituto di matematica e l'Istituto di mineralogia in Piazza di Porta San Donato, in una foto di Paolo Monti (1974)

Subito dopo la fine della guerra si pensò alla ricostruzione. Nel 1945 venne nominato rettore Edoardo Volterra, già allontanato dalla docenza nel 1938 perché ebreo. Si ultimarono i piani per i nuovi edifici universitari. Nel 1956 venne stipulata una nuova convenzione con il sindaco Giuseppe Dozza, includendo anche la provincia, la camera di commercio e varie banche locali. Si eseguirono numerosi interventi edilizi, tra cui spiccano l'Istituto di Matematica progettato nel 1960 da Giovanni Michelucci e la creazione della piazza con quadriportico antistante Palazzo Poggi, inserita nel nuovo complesso della Facoltà di Economia e Commercio. La sede fu inaugurata nel 1955 alla presenza del Presidente della Repubblica Giovanni Gronchi, e venne completata nel decennio successivo con la moderna biblioteca di Enzo Zacchiroli successivamente intitolata a Walter Bigiavi. Il numero degli studenti aumentò con un'emergente partecipazione femminile, dovuta soprattutto alla Facoltà di Magistero.
Nonostante l'impegno dell'Università per dotarsi di nuove strutture, gli studenti richiedevano un miglioramento dell'offerta formativa che era ormai in netto calo. Reclamavano l'aggiornamento degli studi, il finanziamento di più cattedre per coprire gli insegnamenti in modo adeguato e il diritto ad essere coinvolti nella gestione dell'ateneo. Quando alle rimostranze degli studenti si associarono quelle dei precari universitari, si arrivò ai movimenti studenteschi del 1967-1968. L'impatto fu tale che il rettore Felice Battaglia fu costretto a dimettersi. Le proteste raggiunsero l'apice nel 1969, quando iniziarono i primi segni di riforma, come la legge che permetteva il libero accesso all'università.

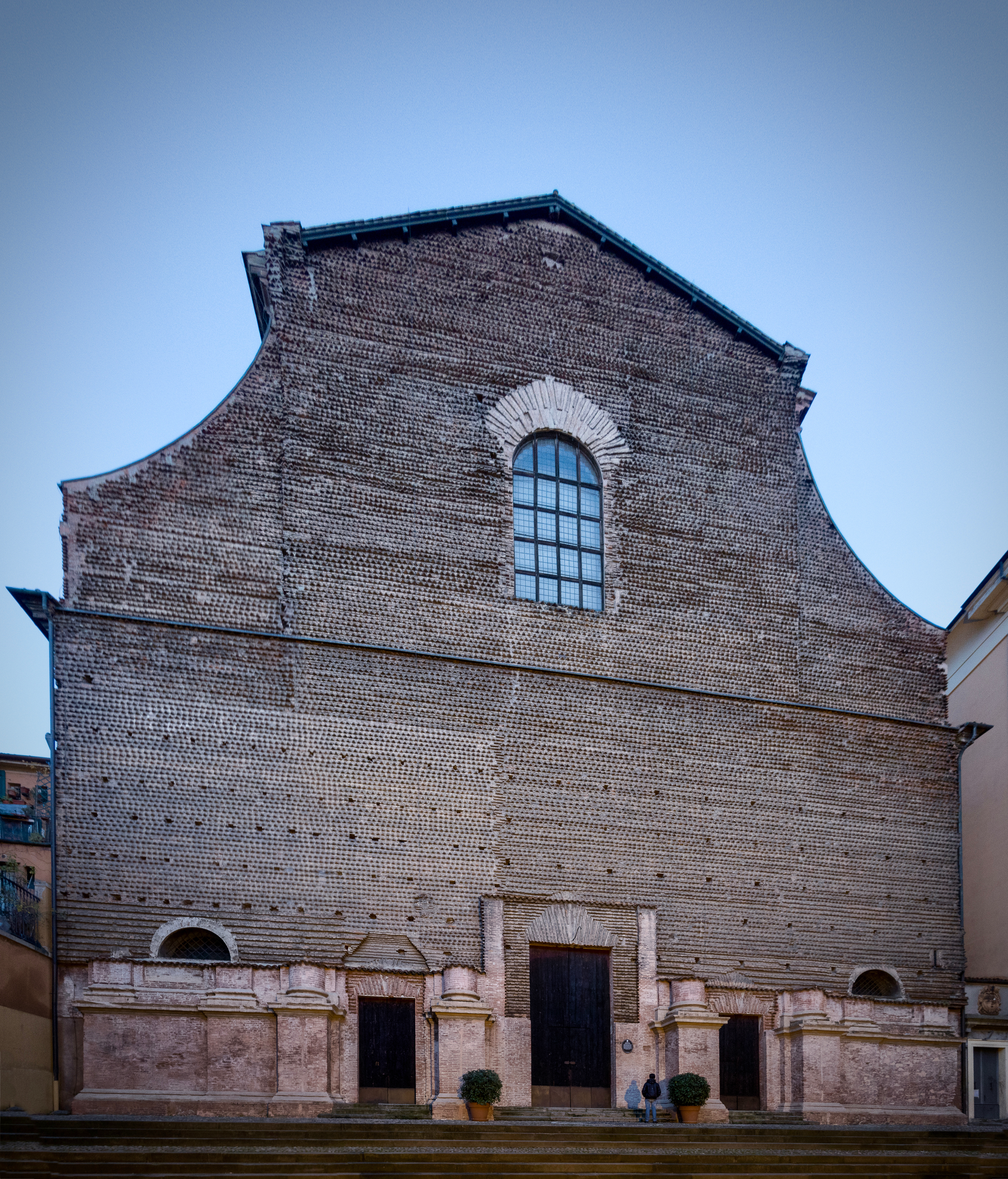
L'ex chiesa di Santa Lucia, ora aula magna dell'università

Gli anni '70 furono protagonisti di un grande sviluppo. Sotto il rettorato di Tito Carnacini l'Università toccò i 50 000 studenti. Nel 1971 venne inaugurato il primo corso di studi del DAMS (Discipline delle Arti, della Musica e dello Spettacolo), un progetto rivoluzionario nato su iniziativa di Benedetto Marzullo e che coinvolse tra i vari docenti l'illustre semiologo e intellettuale Umberto Eco. Nello stesso periodo proseguirono i moti di contestazione studentesca, culminati col movimento del Settantasette. Bologna fu tragicamente coinvolta nei dolorosi scontri del marzo del 1977 dove perse la vita lo studente Francesco Lorusso durante le cariche delle forze dell'ordine.
Nonostante tutto si arrivò al 1988 con le celebrazioni per il IX centenario della fondazione dell'Università, dove 430 rettori da tutta Europa firmarono la Magna Charta Universitatum, documento fondamentale che diede avvio nel decennio successivo al processo di integrazione delle università europee che da Bologna prese proprio il nome. L'Alma Mater si riconfermava sulla scena europea e internazionale.
A partire dagli ultimi decenni del XX secolo l'Università si espanse in varie direzioni. Nel 1989 venne concessa dallo stato agli atenei italiani l'autonomia gestionale che già da tempo l'Università reclamava. Per soddisfare la grande richiesta di spazi vennero acquisiti palazzi e complessi storici del centro cittadino. Già nel 1973 venne acquistato Palazzo Hercolani, che ristrutturato col tempo, divenne sede della Facoltà di Scienze Politiche. Nel 1988 venne inaugurata l'Aula Magna nella ex Chiesa di Santa Lucia, già sede delle Scuole Aldini Valeriani. Negli anni '90 i dipartimenti di storia e archeologia vengono ospitati nell'ex convento di San Giovanni in Monte e il Dipartimento di Fisica traslato nel nuovo complesso dell'area ex Morassuti. Nel 2004 venne aperto il Dipartimento delle Arti nel Complesso di Santa Cristina. Nei primi decenni del XXI secolo l'Università ha visto sorgere nuovi plessi nella periferia cittadina, come quello del Battiferro in zona Navile, o il complesso detto del Lazzaretto.

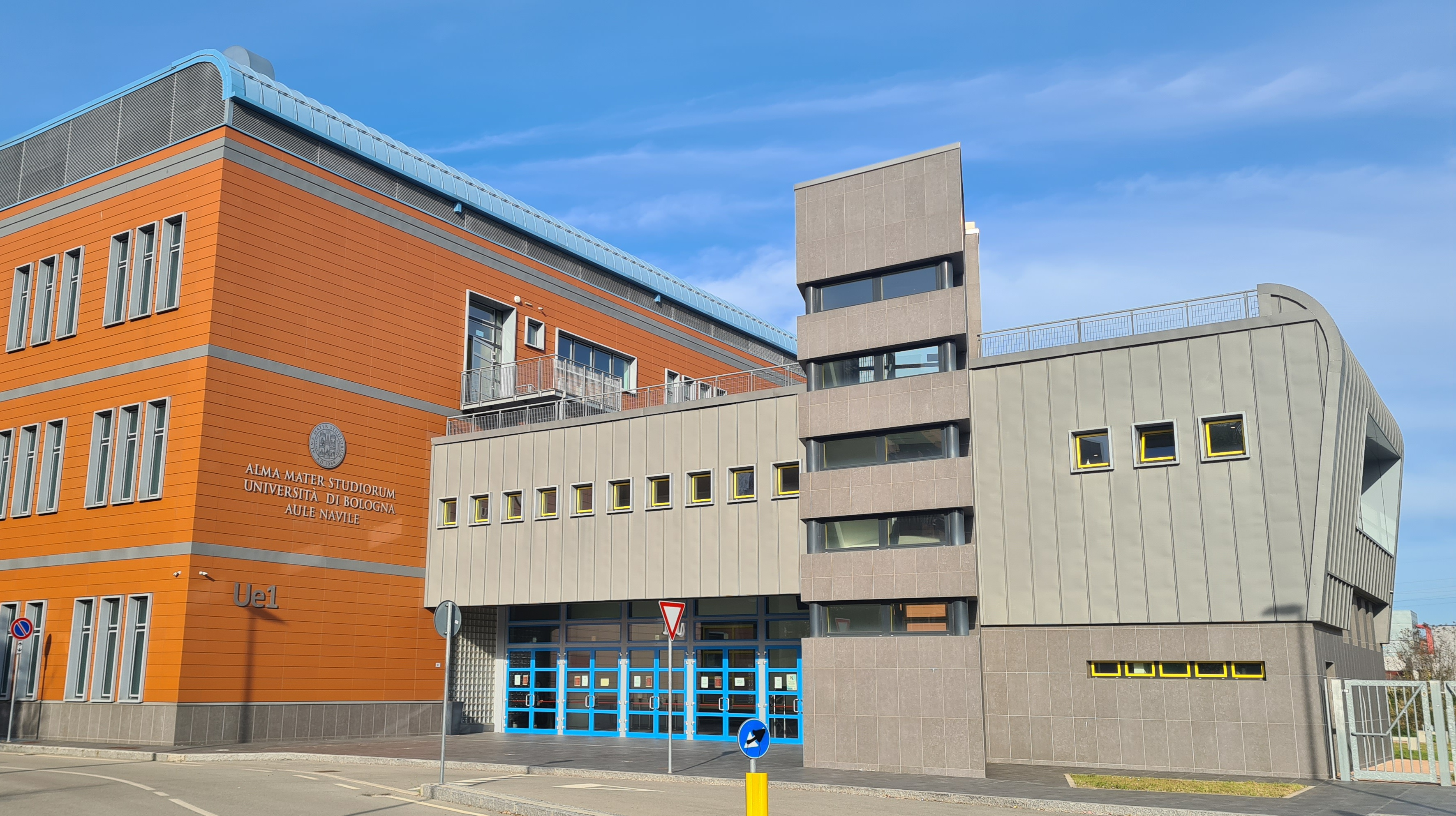
Edificio Ue1 del Distretto Navile

Ma la grande novità di quest'ultimo periodo è la completa ristrutturazione dell'Università in senso policentrico con una vera e propria espansione nella periferia regionale. A partire dalla fine degli anni '80 infatti vennero progressivamente aperte sedi distaccate in Romagna, che con l'eccezione dell'Università di Cesena (chiusa prima del XIX secolo), non ebbe mai vere e proprie sedi universitarie. La capostipite fu Ravenna che vide già nel 1986 l'apertura di una segreteria decentrata; tre anni più tardi sono istituiti i primi corsi di laurea a Ravenna, Cesena, Rimini e Forlì. Dal 1999 prende forma quel progetto che verrà poi definito come Ateneo multicampus, formato dalla sede principale di Bologna e dalle quattro romagnole. Nel 2001 vengono trasformati in Poli scientifico-didattici e successivamente, nel 2012, prendono il nome di Campus. Ma l'ampliamento dell'Università passa anche dai centri minori come Imola e Cesenatico, sin da quando negli anni '90 fu trasferita ad Ozzano dell'Emilia la Facoltà di Veterinaria.
L'internazionalizzazione dell'ateneo, iniziata già negli anni '50 con l'apertura della sede bolognese della Johns Hopkins University e proseguita col tempo, venne confermata dall'apertura di un centro studi a Buenos Aires nel 1998.

### Identità visiva
Il logo attuale dell'Università è stato adottato nel 2002 e riprende direttamente il sigillo elaborato nel 1888 da Augusto Sezanne. Quest'ultimo fu ideato in occasione dei festeggiamenti dell'VIII centenario poiché non era stato rinvenuto nessuno stemma dell'antico Studium. Il marchio è di colore rosso, Pantone 1805, accompagnato in basso dalla scritta Alma Mater Studiorum Università di Bologna in carattere Trojan, colore grigio (Pantone Cool Gray 11). Per i quattro Campus e la sede di Buenos Aires vengono utilizzate versioni leggermente differenziate, contraddistinte rispettivamente dal rosso (Pantone 485) e dal blu (Pantone 296).

## Sedi

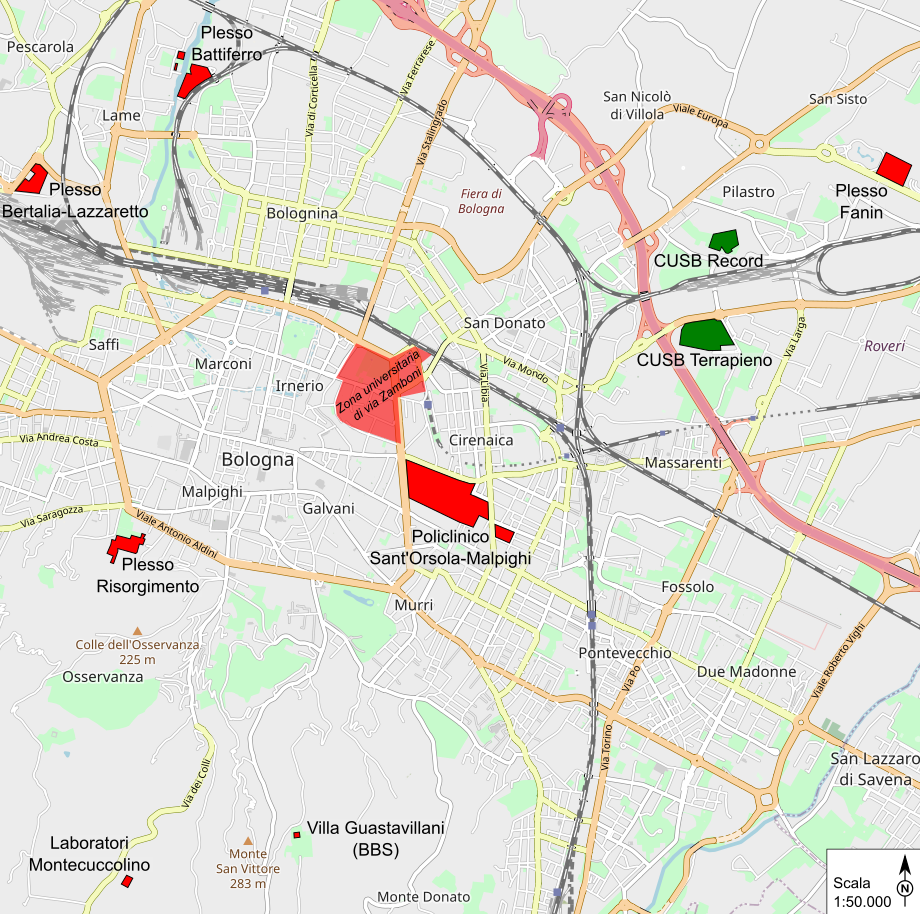
Mappa degli insediamenti universitari a Bologna

L'Università di Bologna ha il suo centro principale in città, ma è altresì distribuita in diverse sedi didattiche nel territorio regionale, in particolar modo in Romagna. I poli principali sono quelli di Cesena, Forlì, Ravenna e Rimini che assumono la denominazione di Campus. Altri plessi didattici sono presenti nella Città metropolitana di Bologna (Ozzano e Imola), nella provincia di Forlì-Cesena (Cesenatico e Bertinoro), e in quella di Ravenna (a Faenza). Complessivamente l'università si estende su 1 036 109 m² di superficie.
A Fano è presente un laboratorio del Dipartimento di Scienze Biologiche, Geologiche e Ambientali incentrato sulla biologia marina e sulla pesca.
A livello internazionale l'ateneo ha una propria sede in Argentina, impegnata sui temi del processo di integrazione politica ed economica fra l’Unione europea e l’America Latina e varie rappresentanze a Bruxelles, New York e Shanghai.

### Campus
Le sedi didattiche romagnole sono organizzate in quattro campus, rispettivamente Cesena, Forlì, Ravenna e Rimini. Nei campus sono presenti dipartimenti o Unità Organizzative di Sede (UOS), sezioni distaccate di dipartimenti con sede a Bologna.

#### Cesena
A Cesena hanno sede il dipartimento di Architettura (DA) e le UOS dei dipartimenti di: Informatica – Scienza e Ingegneria (DISI); Ingegneria dell’Energia elettrica e dell’Informazione (DEI); Psicologia (PSI); Scienze e Tecnologie agroalimentari (DISTAL); Scienze mediche veterinarie (DIMEVET).

#### Forlì

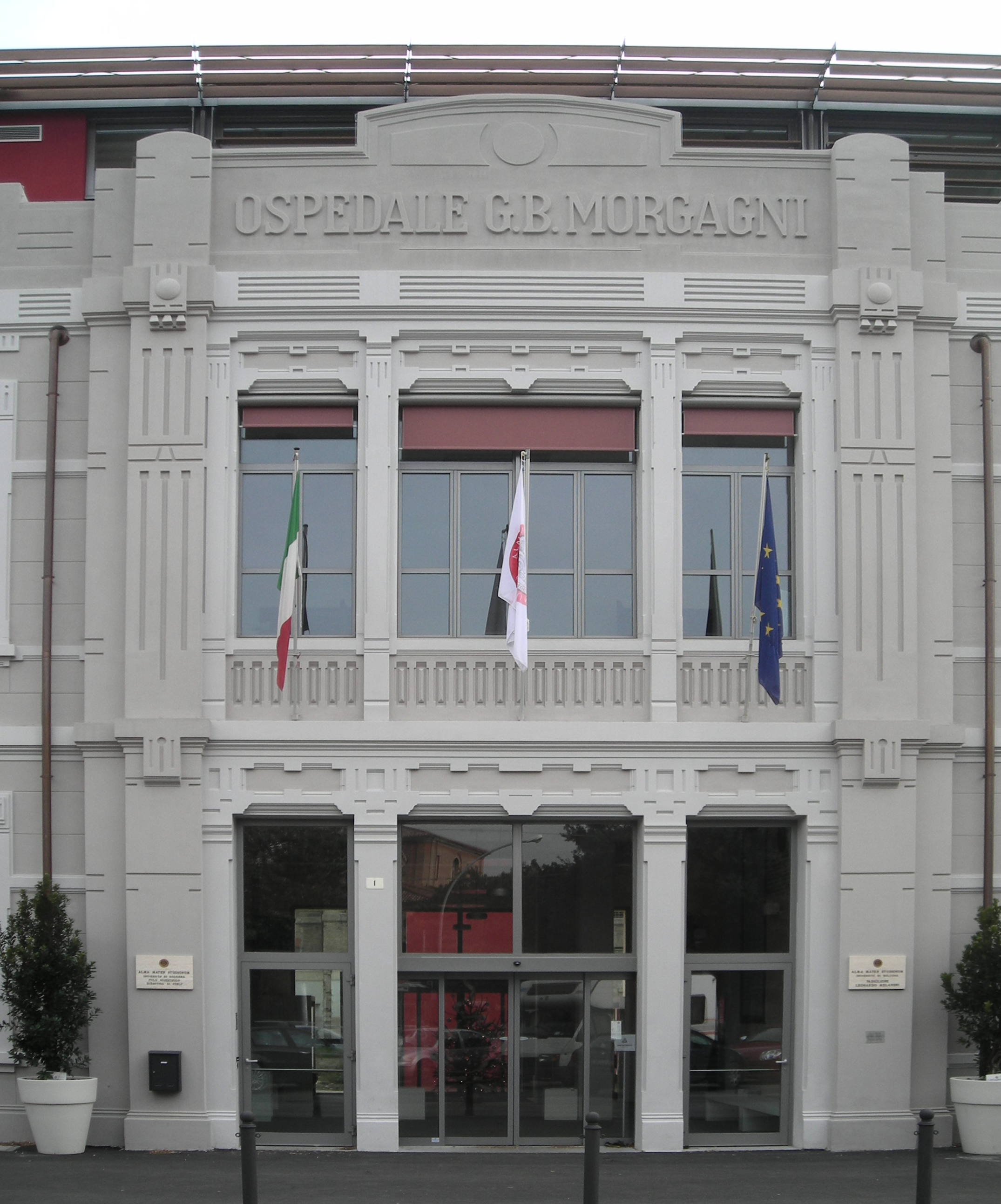
L'ex ospedale Morgagni, sede delle attività universitarie a Forlì

A Forlì hanno sede i dipartimenti di Interpretazione e Traduzione (DIT) e Scienze Aziendali, oltre alle UOS dei dipartimenti di: Ingegneria industriale (DIN); Scienze economiche (DSE); Sociologia e Diritto dell’Economia (SDE); Scienze politiche e sociali (SPS).
A servizio del campus è presente la Biblioteca Centrale Roberto Ruffilli.

#### Ravenna
A Ravenna hanno sede il dipartimento dei Beni culturali, oltre alle UOS dei dipartimenti di: Chimica industriale; Storia Culture Civiltà; Scienze biologiche, geologiche e ambientali; Scienze giuridiche; Chimica; Ingegneria Civile, Chimica, Ambientale e dei Materiali.
Dal campus di Ravenna dipendono le sedi di Faenza.

#### Rimini
A Rimini hanno sede il dipartimento di Scienze aziendali e Scienze per la Qualità della Vita, oltre alle UOS dei dipartimenti di: Chimica industriale; Scienze economiche; Scienze statistiche; Chimica; delle Arti.

### Plessi e distretti di Bologna

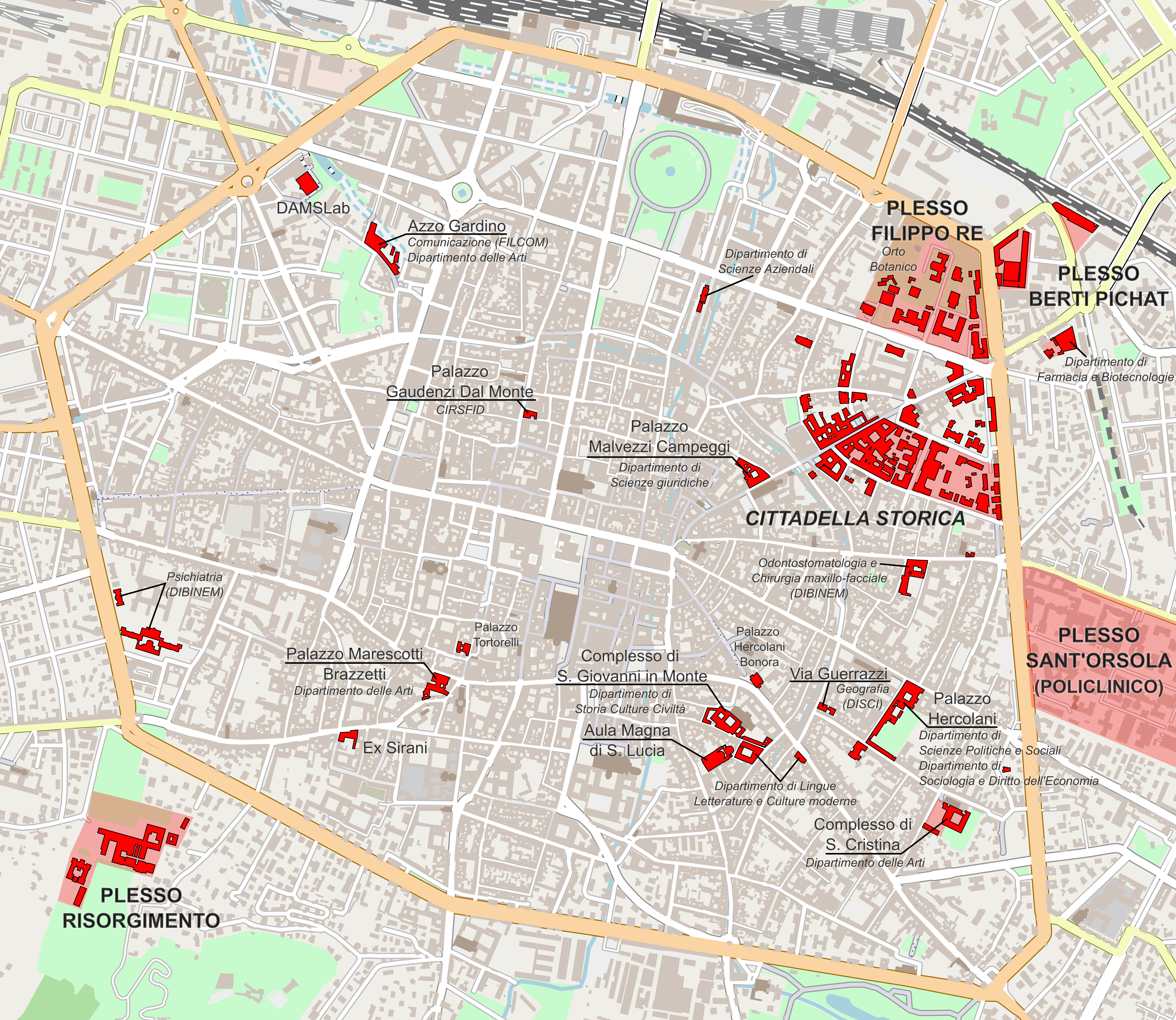
Mappa dei complessi edilizi universitari nel centro storico di Bologna e nelle immediate circostanze

Sede principale dell'università è Palazzo Poggi, che ospita il rettorato, posto al centro della zona universitaria di via Zamboni. Le diverse attività universitarie sono distribuite diffusamente in tutta Bologna, sia all'interno del centro storico che al di fuori, in svariati palazzi, complessi e insediamenti.
Le strutture di Bologna e provincia sono suddivisi in tredici "Distretti": Poggi, Zamboni, San Giacomo, Sud Est, Nord Ovest, Filippo Re, Sant’Orsola, Risorgimento, Terracini, Navile, Fanin, Ozzano dell’Emilia e Imola. Un'altra suddivisione utilizzata per raggruppare il patrimonio edilizio universitario è quella per "Plessi" o "Campus", in numero di otto nel comune di Bologna, a cui si aggiungono le sedi di Ozzano e Imola. I plessi sono:
- Cittadella storica
- Filippo Re
- Berti Pichat
- Sant’Orsola
- Risorgimento
- Bertalia
- Battiferro
- Fanin

#### Cittadella Storica
Per cittadella storica si intendono tutti gli edifici e le sedi sparse per il centro storico, siano essi i complessi gravitanti su via Zamboni, sia unità autonome come San Giovanni in Monte o Santa Cristina. Il termine è utilizzato per raccogliere in maniera residuale tutti i complessi edilizi non facenti parte di altri plessi o campus.

#### Filippo Re
L'area a nord di via Irnerio è caratterizzata dalla presenza dell'orto botanico impiantato dal professore Filippo Re, da cui deriva il nome del comparto. Altri edifici notevoli inseriti nel giardino e circondati dalle mura storiche, sono la Palazzina della Viola, l'edificio della Facoltà di Fisica, l'edificio della Facoltà di Lingue e l'ex edificio della Facoltà di Agraria, oggi sede del dipartimento di Scienze dell'Educazione.

#### Berti Pichat

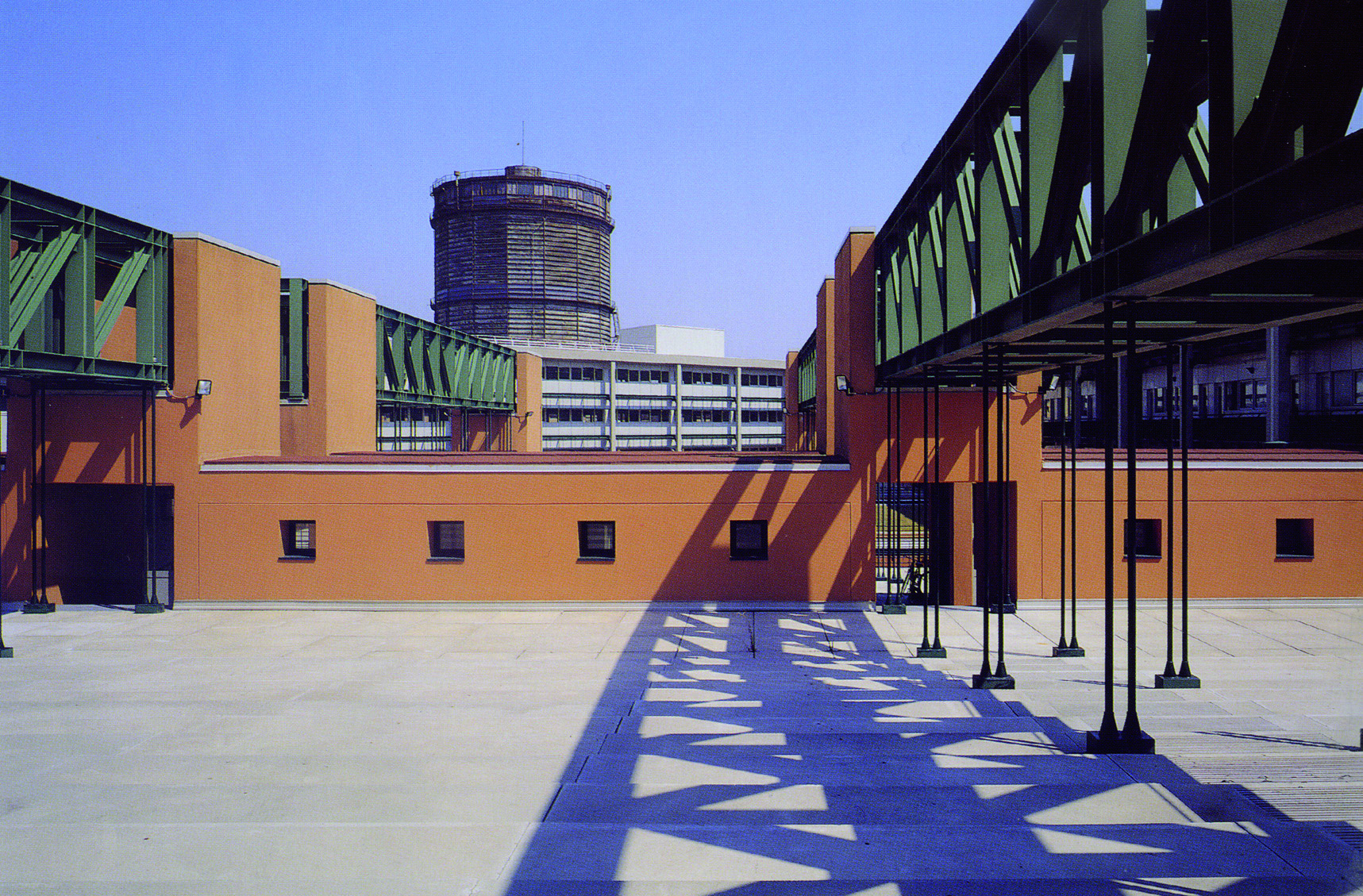
Il complesso di viale Berti Pichat

Il complesso progettato da Giuseppe Rebecchini è posto sul viale omonimo appena al di fuori del centro storico, presso Porta San Donato. Fu edificato come nuova sede del dipartimento di Fisica, ma dopo la traslazione delle attività di astronomia al Battiferro, ospita oltre alle attività universitarie enti di ricerca come la sezione locale dell'Istituto nazionale di fisica nucleare.

#### Risorgimento
Sede storica delle attività di ingegneria e chimica industriale. Il polo universitario di viale Risorgimento è sorto nel 1935 fuori porta Saragozza con l'edificio della facoltà d'Ingegneria progettato da Giuseppe Vaccaro, a cui si sono aggiunti altri edifici successivamente.

#### Bertalia
Nuovo insediamento universitario dedicato all'ingegneria, è stato inaugurato nel 2007 con il trasferimento di Ingegneria gestionale e Chimica. Parallelo al plesso Risorgimento, ospita i dipartimenti di Ingegneria civile, chimica, ambientale e dei materiali e la UOS bolognese del dipartimento di Architettura. Si trova nel quartiere Navile, in via Terracini, nel nuovo comparto urbanistico del Lazzaretto e alle spalle del nucleo storico di Bertalia.

#### Battiferro

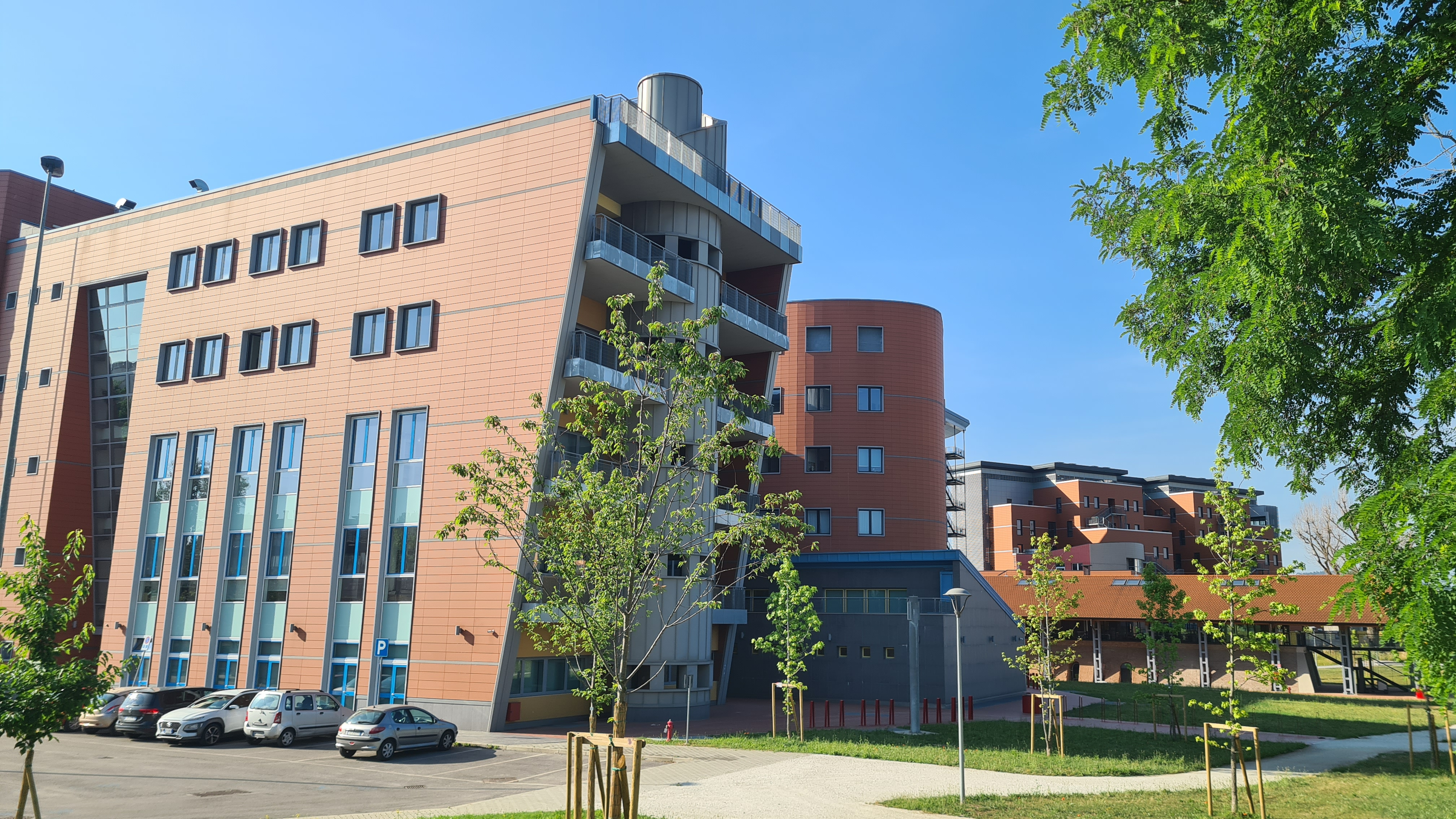
Edifici del nuovo distretto Navile al Battiferro

Inaugurato nell'ottobre 2021, ospita i quattro dipartimenti di Chimica, di Chimica Industriale, di Farmacia e Biotecnologie e la sezione di Astronomia del Dipartimento di Fisica e Astronomia. Si estende su circa 79000 m² nell'area del Battiferro, posto tra il canale Navile e nelle immediate vicinanze dell'Area della ricerca del CNR.
Il complesso è composto da un totale di otto edifici a servizio di 3 700 studenti e studentesse e possiede 29 aule didattiche, 9 laboratori didattici e 215 di ricerca, oltre ad una caffetteria e una biblioteca.

#### Fanin
Complesso edilizio dell'ex CAAB acquistato a fine anni '90 dall'università, dal 2002 è la sede di Agraria (Dipartimento di Scienze e Tecnologie Agro Alimentari o DISTAL) e di tutte le attività correlate.
Il plesso di viale Fanin ospita inoltre la Biblioteca di Agraria "Gabriele Goidanich", l'incubatore di aziende e hub innovativo dell'UniBo Almacube, e la sede dell'Ordine dei Dottori Agronomi e dei Dottori Forestali di Bologna.

#### Galleria d'immagini

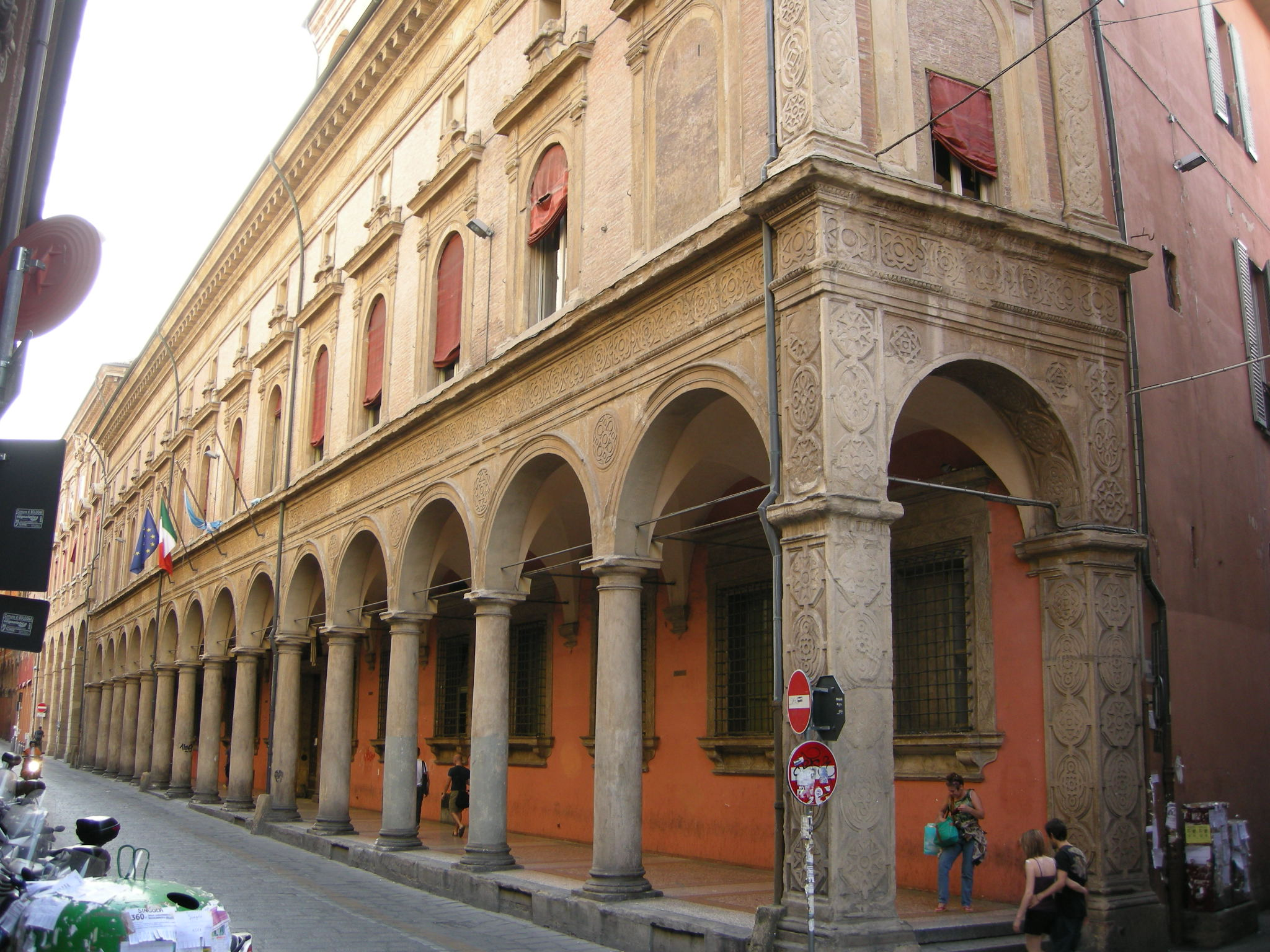
Palazzo Malvezzi Campeggi, sede del Dipartimento di Scienze giuridiche
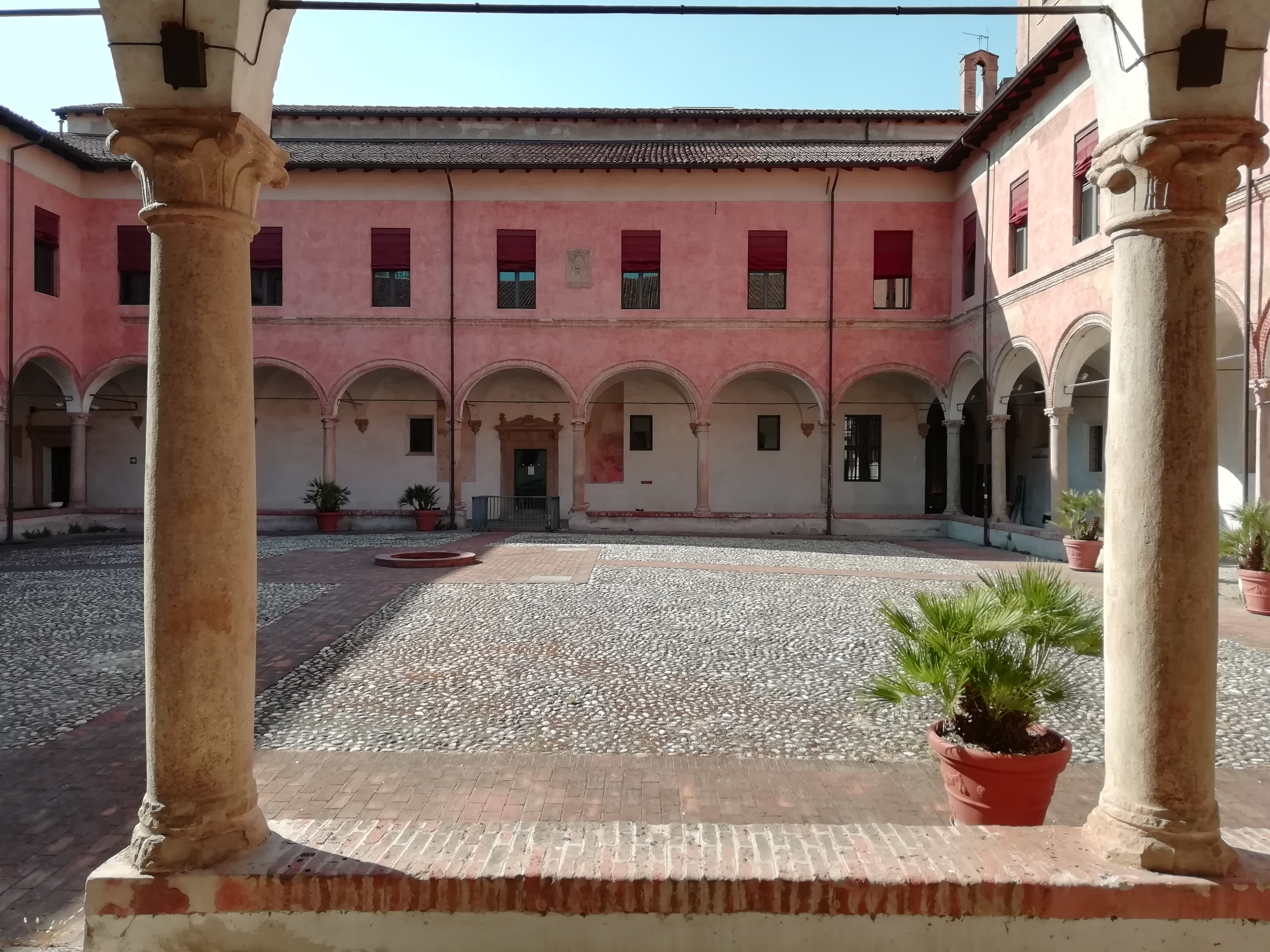
Chiostro dell'ex convento di Santa Cristina, sede del Dipartimento delle Arti
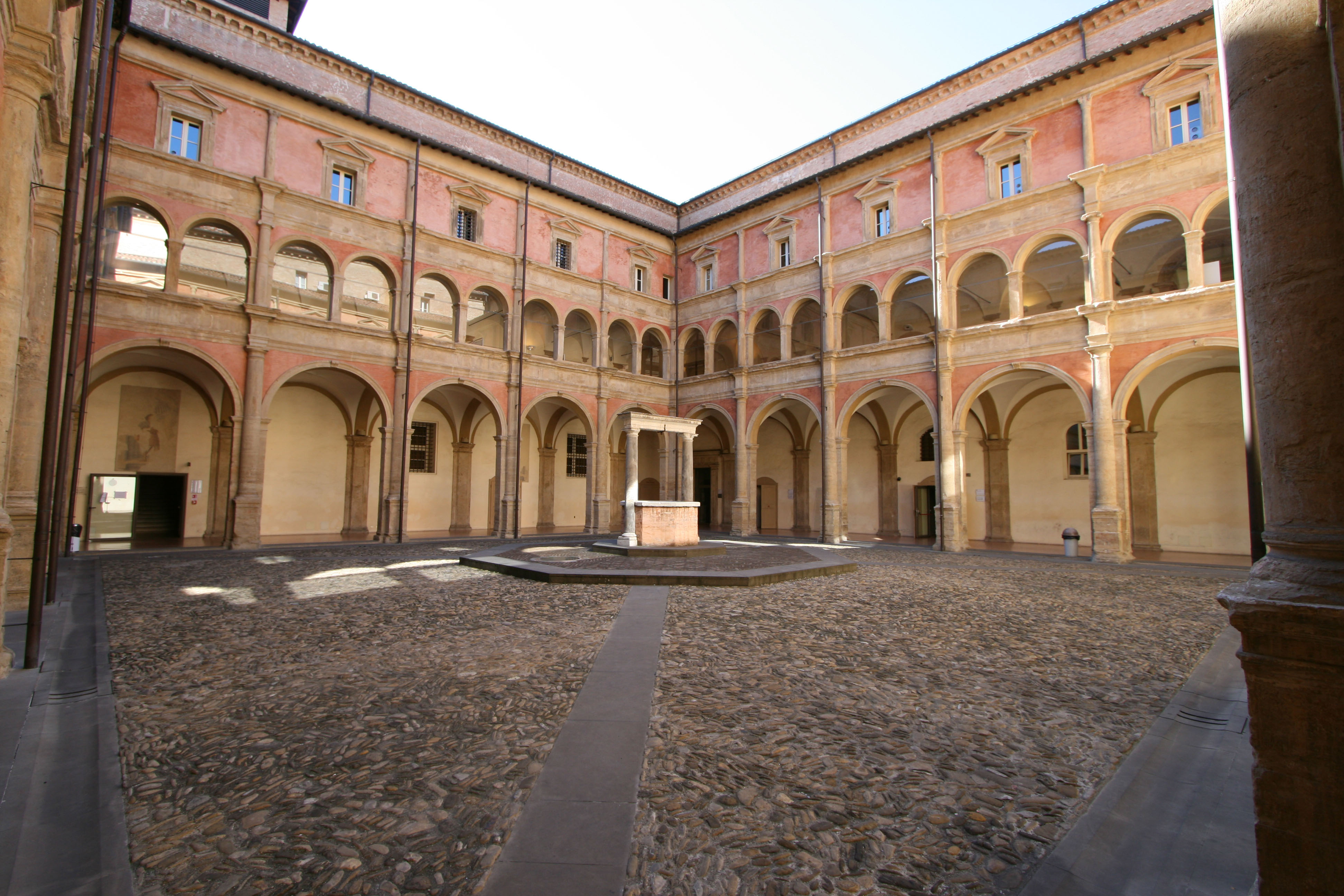
San Giovanni in Monte, sede del Dipartimento di Storia Culture Civiltà
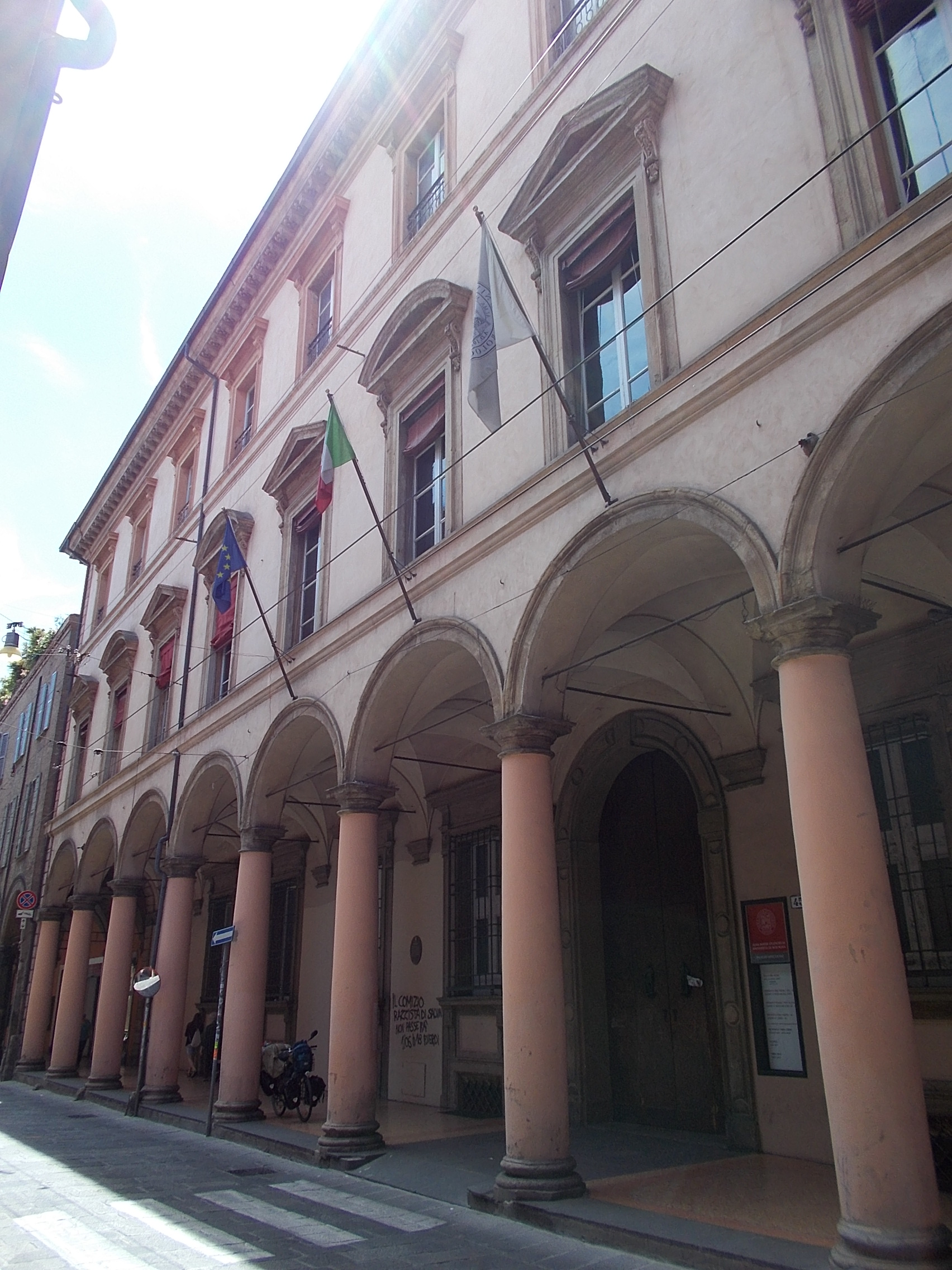
Palazzo Hercolani, sede dei dipartimenti di Scienze Politiche e di Sociologia e Diritto dell'Economia
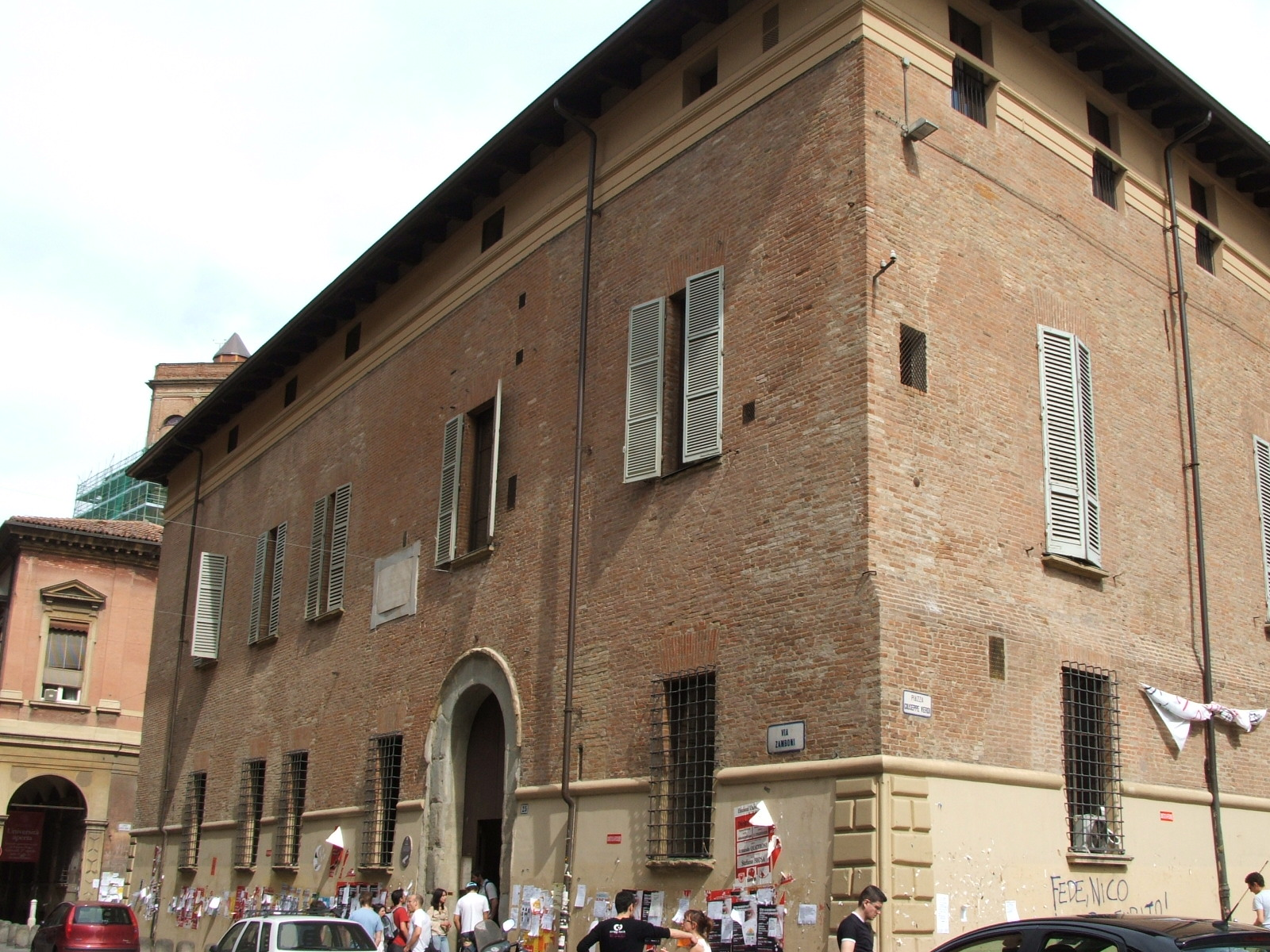
Palazzo Paleotti in via Zamboni
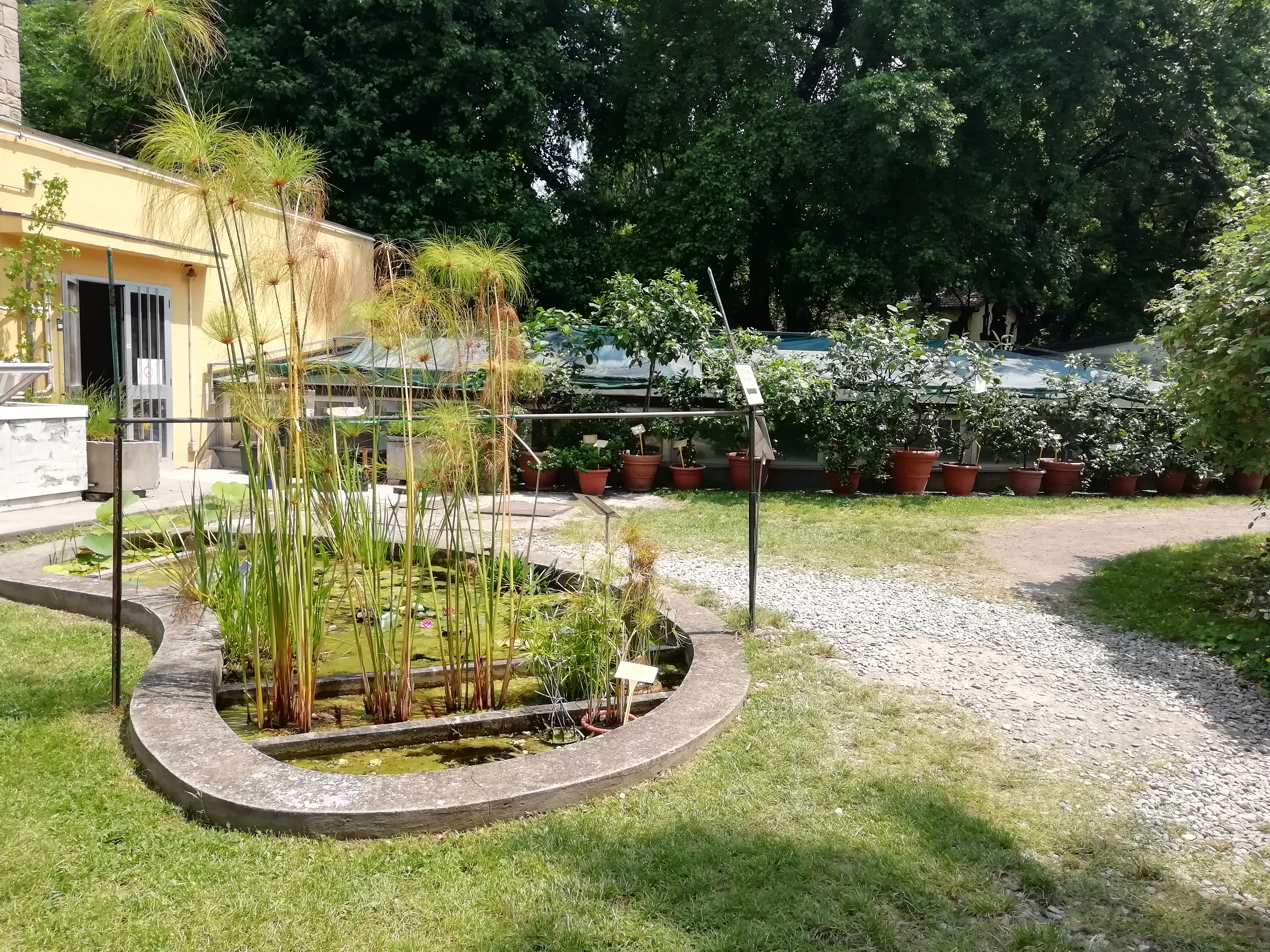
L'orto botanico insediato presso la zona Filippo Re
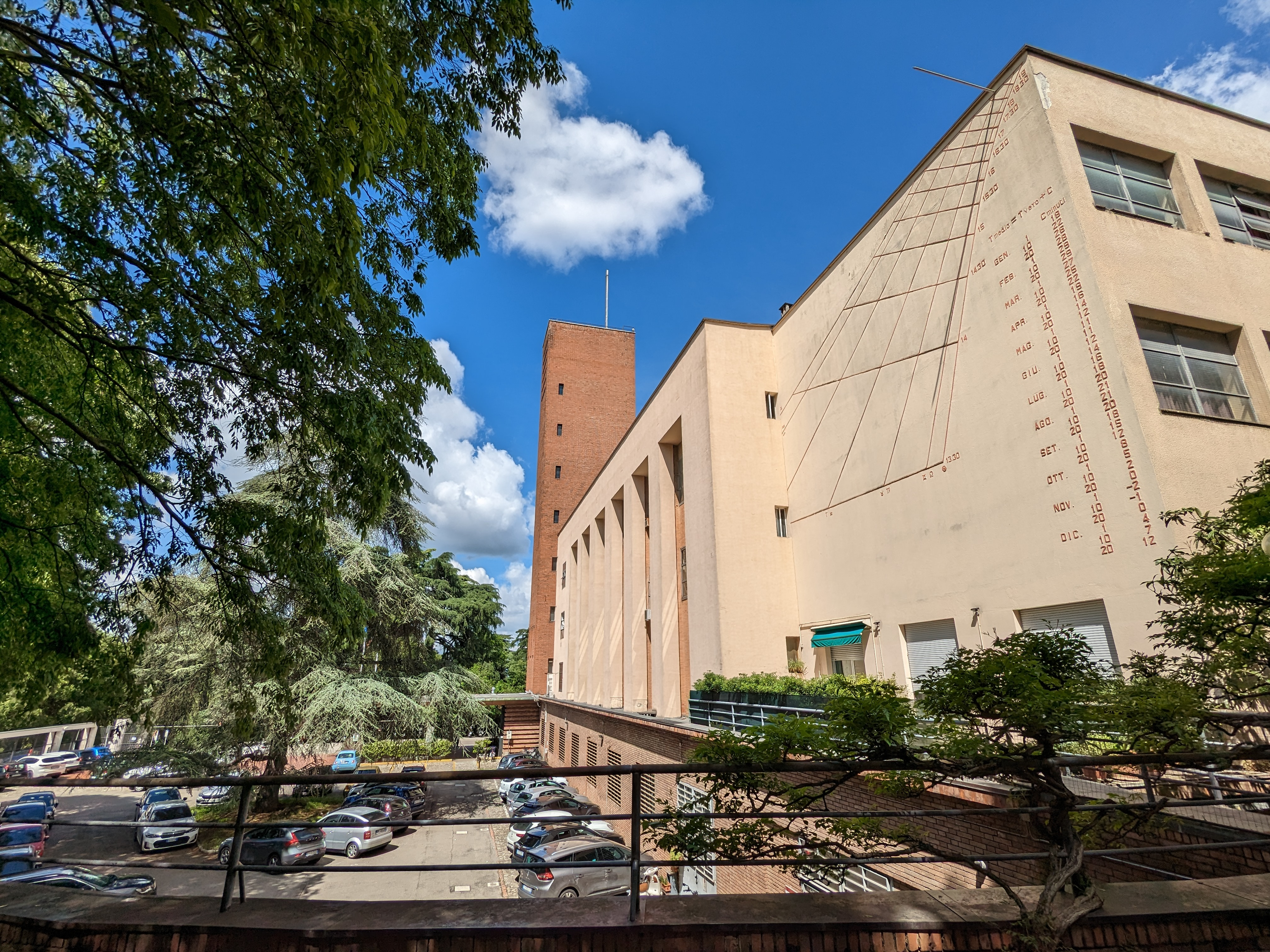
Edificio della Facoltà d'Ingegneria, fulcro del plesso Risorgimento
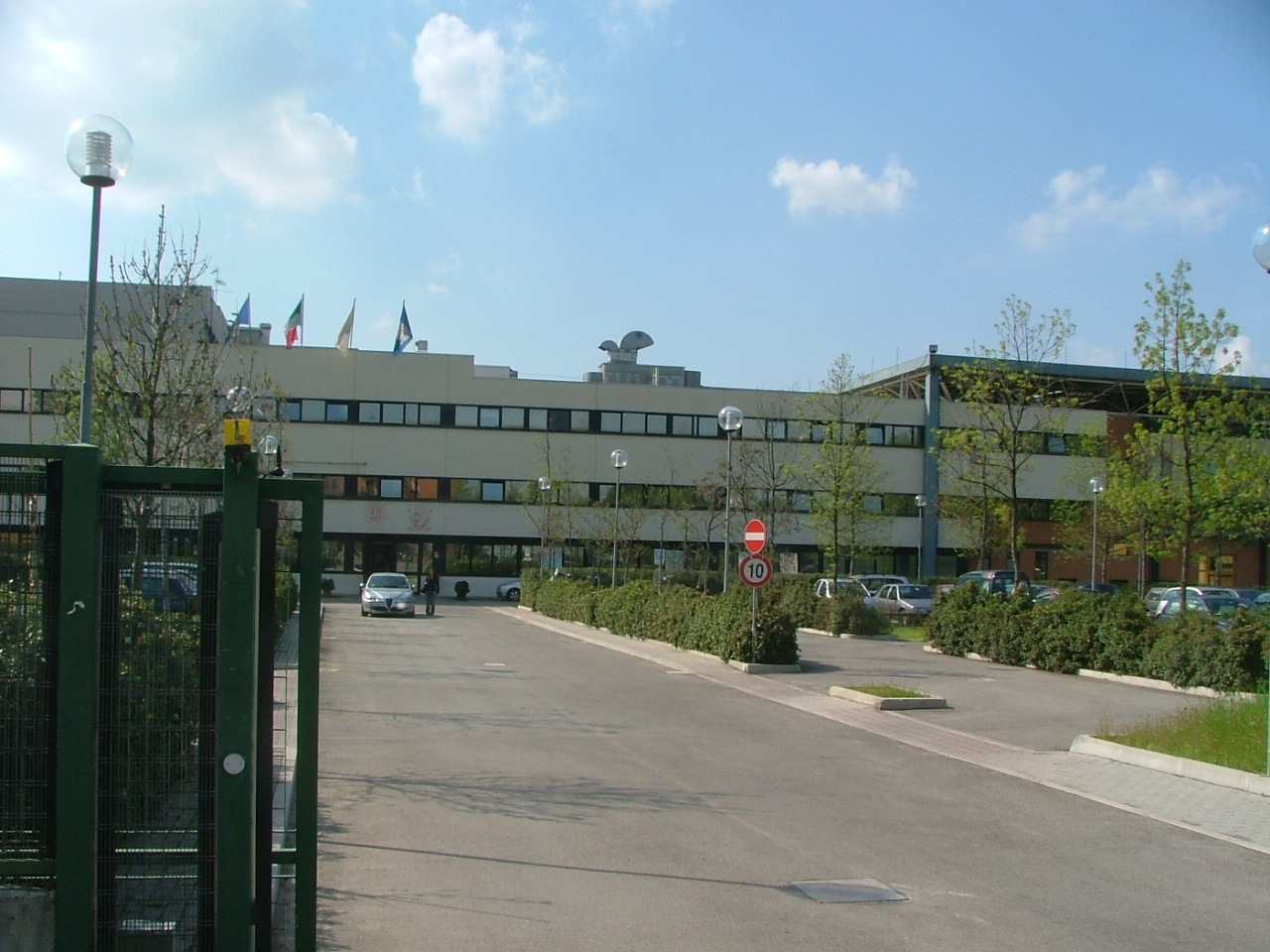
Dipartimento di Scienze mediche veterinarie a Ozzano dell'Emilia

## Strutture

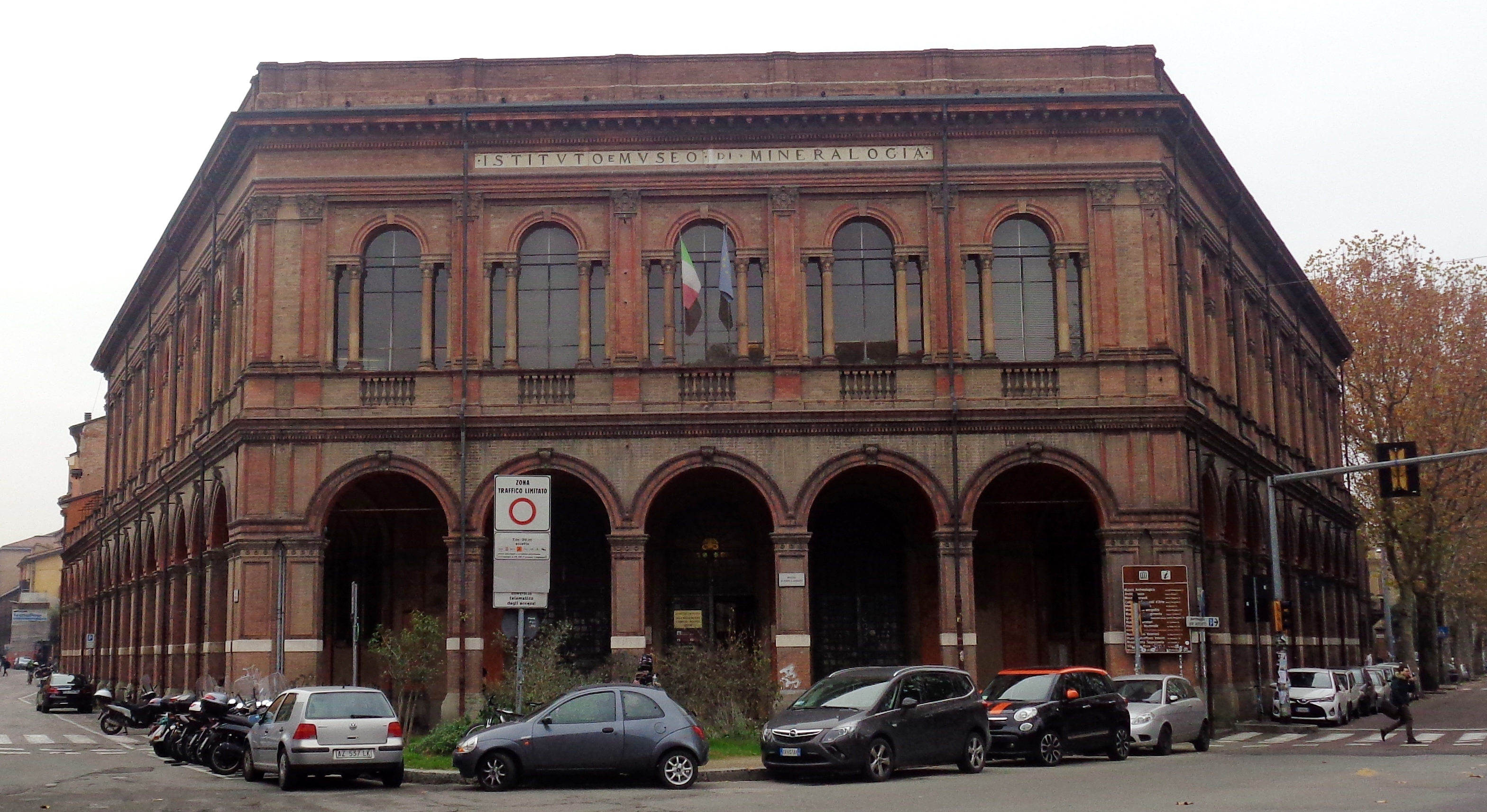
Edificio dell'Istituto di Mineralogia in Piazza di Porta San Donato

### Organi
Massima carica dell'Ateneo e rappresentante legale è il Magnifico rettore, per il mandato 2021-2027 Giovanni Molari. È coadiuvato da sei prorettori, di cui un Prorettore vicario. Ad essi sono assegnati le seguenti deleghe: Trasformazione digitale; Didattica; Ricerca; Personale; Relazioni internazionali.
Il senato accademico è composto da 35 membri: ne fanno parte il Rettore, 10 direttori di Dipartimento, 15 professori e ricercatori, 3 rappresentanti del personale tecnico-amministrativo e 6 rappresentanti degli studenti.
In materia finanziaria e gestionale opera un consiglio di amministrazione composto da 11 membri. Altri organi sono il Collegio dei revisori dei conti, un Nucleo di valutazione e la carica di Direttore generale.
Organi ausiliari dell'Università sono il Consiglio degli studenti, composto da 33 rappresentanti, la Consulta del personale tecnico-amministrativo, la Consulta dei sostenitori, il Garante degli studenti e infine il Comitato Unico di Garanzia.

### Dipartimenti e scuole
L'Università è organizzata in trentuno dipartimenti:
Area medica
- Scienze biomediche e neuromotorie
- Scienze mediche e chirurgiche
- Scienze mediche veterinarie

Area scientifica
- Chimica "Giacomo Ciamician"
- Chimica industriale "Toso Montanari"
- Farmacia e biotecnologie
- Fisica e astronomia "Augusto Righi"
- Matematica
- Scienze biologiche, geologiche e ambientali
- Scienze per la qualità della vita

Area sociale
- Scienze aziendali
- Scienze economiche
- Scienze giuridiche
- Scienze politiche e sociali
- Scienze statistiche "Paolo Fortunati"
- Sociologia e diritto dell'economia

Area tecnologica
- Architettura
- Informatica - scienza e ingegneria
- Ingegneria civile, chimica, ambientale e dei materiali
- Ingegneria dell'energia elettrica e dell'informazione "Guglielmo Marconi"
- Ingegneria industriale
- Scienze e tecnologie agro-alimentari

Area umanistica
- Beni culturali
- Delle Arti
- Filologia classica e italianistica
- Filosofia e comunicazione
- Interpretazione e traduzione
- Lingue, letterature e culture moderne
- Psicologia "Renzo Canestrari"
- Scienze dell'Educazione "Giovanni Maria Bertin"
- Storia Culture Civiltà

### Biblioteche

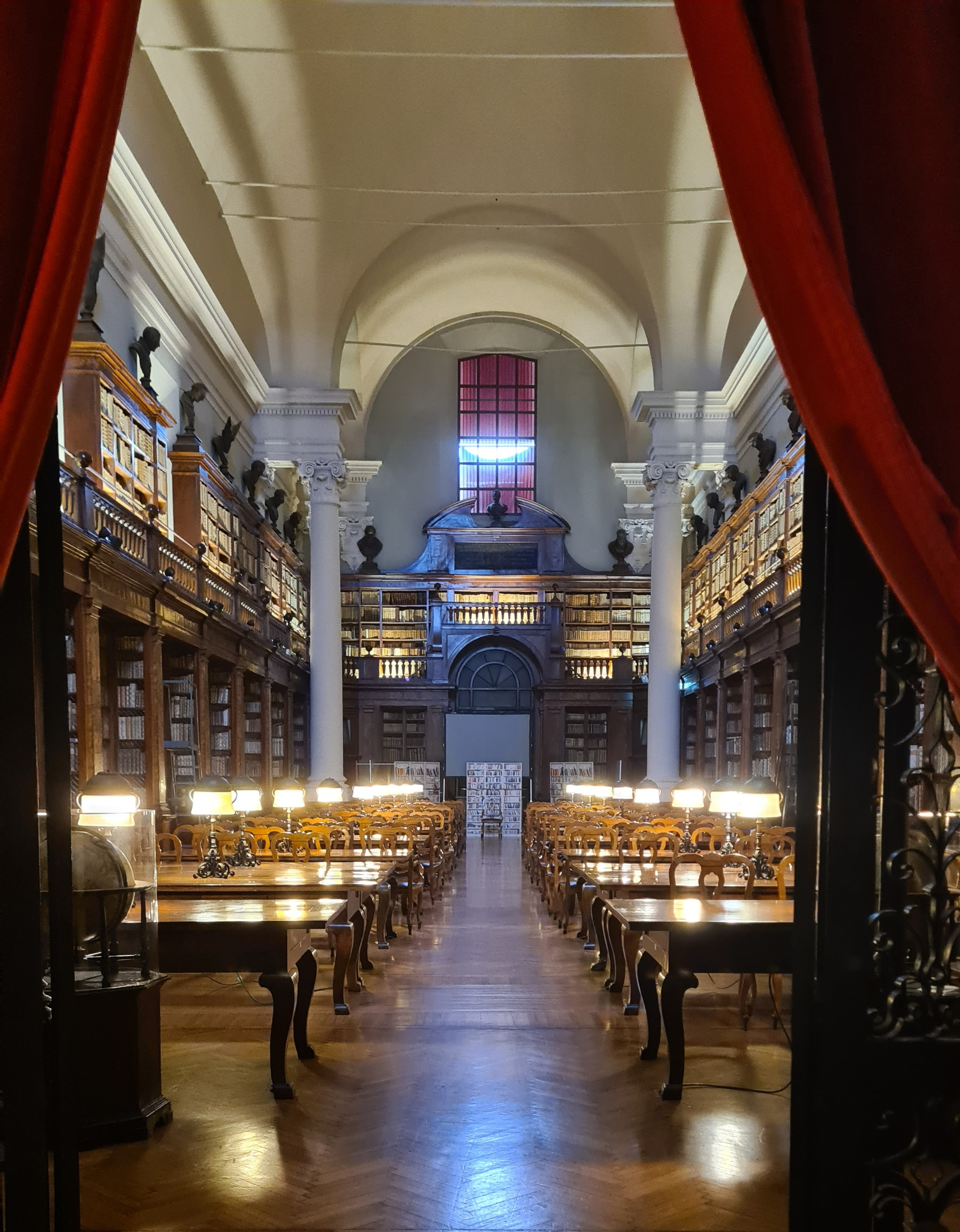
Biblioteca Universitaria di Bologna

L'Università comprende 98 biblioteche per un patrimonio complessivo di oltre 4 300 000 volumi. Tutti gli istituti bibliografici fanno parte del Polo Unificato Bolognese SBN/UBO, gestito dalla stessa Università. Le biblioteche universitarie sono coordinate dal Sistema Bibliotecario di Ateneo (SBA), che coordina le singole strutture e fornisce supporto bibliografico e documentale alla didattica e alla ricerca d'Ateneo.
La principale e più importante biblioteca dell'università è la biblioteca universitaria di Bologna (BUB) fondata nel 1712 ed è situata a palazzo Poggi. Ad essa si affiancano le biblioteche di dipartimento e quelle centrali, disseminate per le varie sedi e campus.
Sempre gestite dal SBA sono la biblioteca digitale di ateneo, AlmaDL, che risale al 2001 e fornisce una selezione di riviste scientifiche open access pubblicate dai dipartimenti e dai gruppi di ricerca dell'Università, e AlmaRE, che raccoglie tutte le risorse elettroniche prodotte dall'università. Complessivamente il Sistema consente l'accesso a 800 banche dati, a circa 55 000 periodici online, e oltre 620 000 e-book.
La Biblioteca Universitaria inoltre conserva l'Archivio Storico dell'università che conserva tutto il patrimonio documentario prodotto dall'unità d'Italia fino agli anni '70 del Novecento.

### Musei
Le varie collezioni museali dell'università sono coordinate dal Sistema Museale d'Ateneo (SMA), e sono strutturate in quattordici musei:
- Museo di palazzo Poggi
- Museo della specola
- Orto botanico ed Erbario
- Museo europeo degli studenti - MEUS
- Collezione di Geologia "Museo Giovanni Capellini"
- Collezione di Mineralogia "Museo Luigi Bombicci"
- Collezione delle Cere anatomiche "Luigi Cattaneo"
- Collezione di Chimica "Giacomo Ciamician"
- Collezione di Zoologia
- Collezione di Anatomia comparata
- Collezione di Antropologia
- Collezione di Fisica
- Collezione di Anatomia degli animali domestici
- Collezione di Anatomia patologica e teratologia veterinaria "Alessandrini - Ercolani"

### Altre strutture

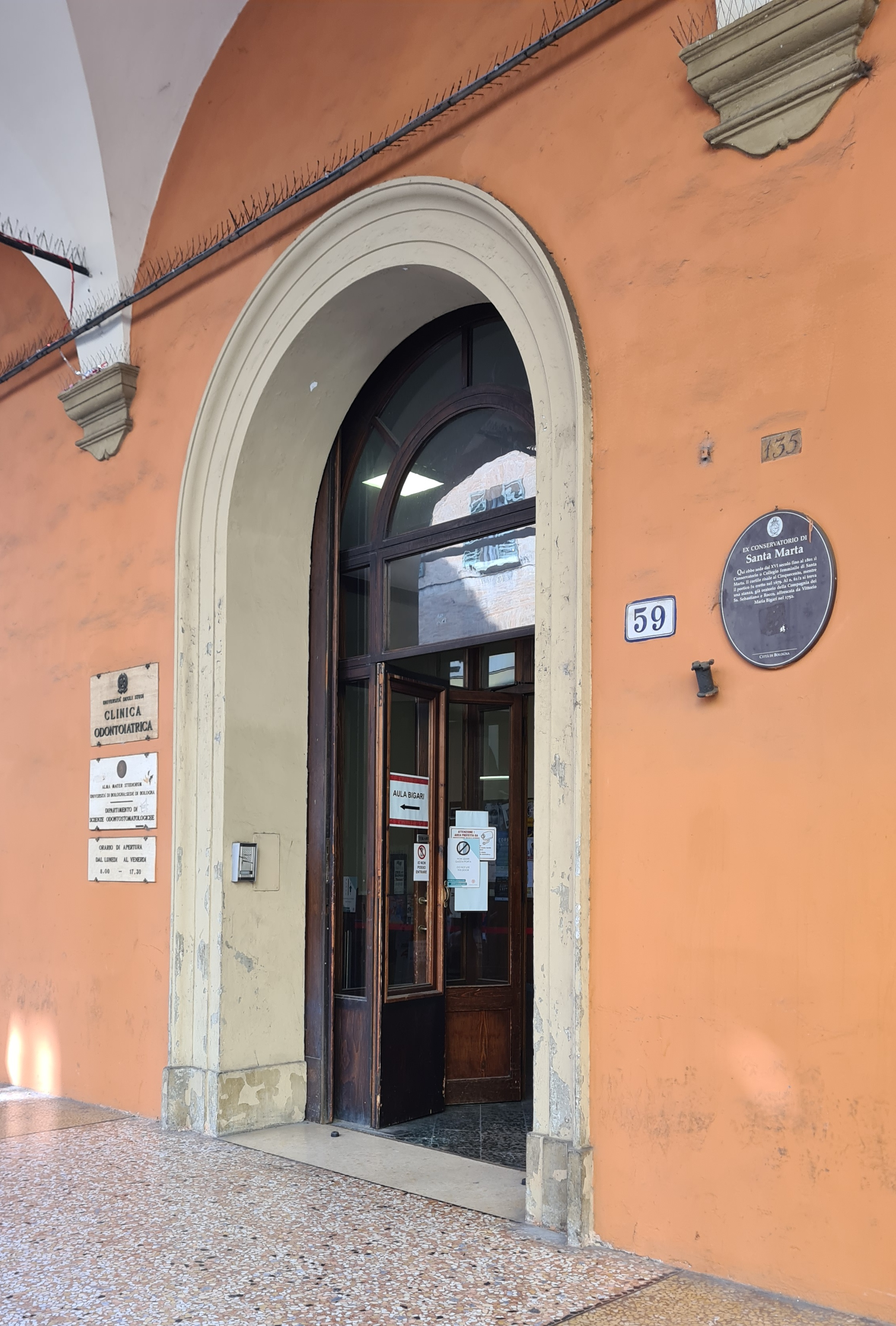
La clinica odontoiatrica in via San Vitale, gestita dal Dipartimento di Scienze Biomediche e Neuromotorie

L'Università ha un proprio Centro Linguistico d'Ateneo (CLA) e numerosi centri di ricerca e formazione. Collabora inoltre a sette Centri Interdipartimentali di Ricerca Industriale (CIRI) e sostiene l'Accademia delle scienze dell'Istituto di Bologna.
L'Università possiede inoltre il Radiotelescopio Croce del Nord nel comune di Medicina e un osservatorio astronomico a Loiano, installato nel 1936, dipendente dall'Osservatorio astronomico di Bologna.
Altre articolazioni dell'ateneo sono l'Istituto di Studi Avanzati (ISA) e il Collegio Superiore, che accoglie gli studenti ritenuti più meritevoli. È membro dell'Istituto europeo per le norme di telecomunicazione (ETSI).

#### Strutture sanitarie
Il Policlinico Sant'Orsola-Malpighi è l'Azienda Ospedaliero-Universitaria utilizzata come sede didattica di Medicina e Chirurgia, ed è un Istituto di ricovero e cura a carattere scientifico (IRCCS). L'Università collabora e fa parte di altri IRCCS: a Bologna l'Istituto Ortopedico Rizzoli e l'Istituto delle Scienze Neurologiche, e l'Istituto Scientifico Romagnolo per lo Studio e la Cura dei Tumori a Meldola in provincia di Forlì-Cesena.
Inoltre l'ateneo gestisce una clinica odontoiatrica a Bologna e l'Ospedale veterinario universitario "Giuseppe Gentile" a Ozzano dell'Emilia.

#### Azienda agraria

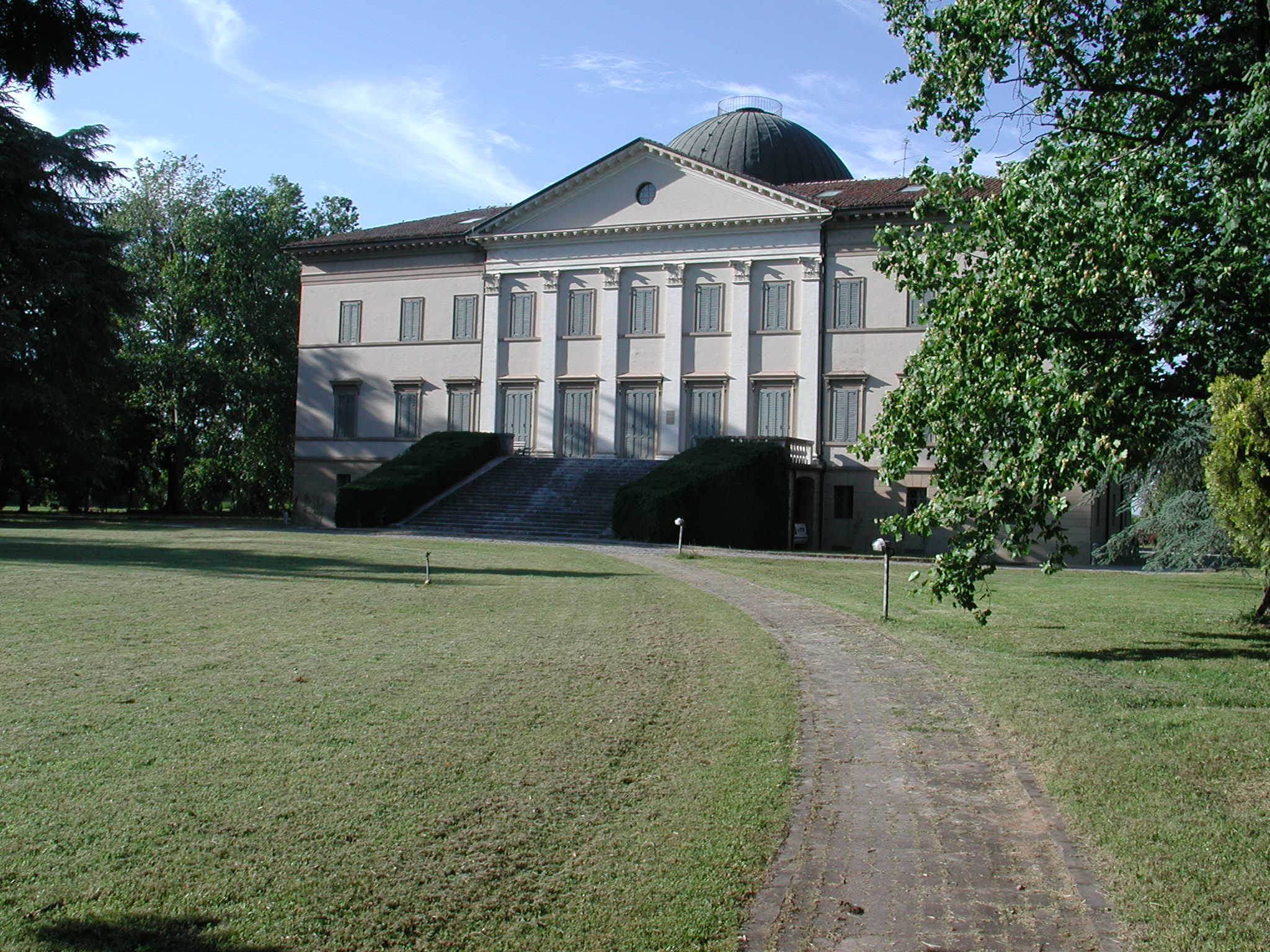
Villa Levi a Coviolo, nel comune di Reggio nell'Emilia

L'Azienda agraria (AUB) è l'ente, nato nel 1974, che gestisce il patrimonio terriero e i diversi complessi agrotecnici di proprietà dell'Università. Inoltre fornisce supporto alle attività sperimentali e di ricerca dei dipartimenti di Scienze e Tecnologie Agro-Alimentari e di Scienze Mediche Veterinarie.
L'Azienda Agraria è suddivisa in diverse Unità aziendali sparse per la Città metropolitana di Bologna. Alcune di esse, come l'Istituto Nazionale di Fecondazione Artificiale e il Centro Didattico Sperimentale, hanno sede nei dintorni di Cadriano, nel comune di Granarolo dell'Emilia, mentre altre aziende sperimentali si trovano nei pressi della sede di Ozzano. Ad esse si aggiunge Villa Levi a Coviolo, frazione di Reggio Emilia, e l'Azienda Sperimentale "Grillo" a Vignola.

#### Business school
L'ateneo ha una propria business school, la Bologna Business School (BBS), con sede in Villa Guastavillani. Si tratta di una fondazione che come soci ha, oltre all'Università, la Fondazione Cassa di Risparmio in Bologna, la Fondazione Guglielmo Marconi, l'UniCredit, la Confindustria locale e varie aziende del territorio come IMA, Marchesini e Ferrari.

#### Associazioni e cooperative studentesche
L'Alma Mater Studiorum riconosce e supporta varie associazioni e cooperative di studenti.

### Sport
Il Centro Universitario Sportivo Bologna è l'associazione sportiva dilettantistica riconosciuta dall'Ateneo per la promozione e l'organizzazione delle attività sportive degli studenti. Unibo Motorsport è la scuderia dell'Università che dal 2009 partecipa ai campionati della Formula SAE e Motostudent.
L'Università possiede e gestisce tramite il CUSB tre impianti sportivi ("Record" e "Terrapieno" a Bologna, "Preziosi" a Ozzano) e alcune palestre a Bologna, Forlì, Cesena e Rimini.

## Casa editrice e media

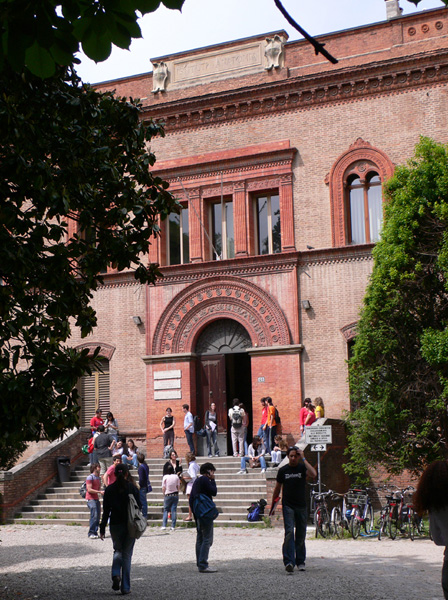
L'Istituto di Anatomia Normale Umana e Dipartimento di Biochimica "G. Moruzzi" in via Irnerio 48

### Bologna University Press
Bologna University Press (BUP), nata come Bononia University Press, è la casa editrice dell'Università di Bologna dal 1998. Nell'ottobre 2021 è stata trasformata in una fondazione.

### Riviste
L'Università possiede un proprio organo ufficiale di informazione online, UniboMagazine. Le riviste edite dall'ateneo comprendono pubblicazioni umanistiche, tecnico-scientifiche e giuridiche, molte delle quali pubblicate online. 
- Conservation Science in Cultural Heritage, si occupa di conservazione dei beni culturali.
- Griseldaonline, dedita alla critica letteraria.
- IN_BO, realizzata nel corso di laurea di ingegneria edile e architettura.[169]
- Journal of Formalized Reasoning, dedicata alla formalizzazione di ogni area della matematica.
- Ricerche di Pedagogia e Didattica, edita dal Dipartimento di Scienze della Formazione.
- Statistica, rivista online sulle scienze statistiche.
- Scienza & Politica, rivista di storia delle dottrine politiche.
- University of Bologna Law Review, edita dagli studenti della Scuola di Giurisprudenza.[170][171]

## Rettori
Rettori dell'università di Bologna dal 1876:
- Luigi Calori (1876-1877)
- Francesco Magni (1877-1885)
- Giovanni Capellini (1885-1888; 1894-1895)
- Augusto Murri[173] (1888-1889)
- Giovanni Brugnoli (1889-1890)
- Ferdinando Paolo Ruffini (1890-1894)
- Vittorio Puntoni (1896-1911; 1917-1923)
- Leone Pesci (1911-1917)
- Pasquale Sfameni (1923-1927)
- Giuseppe Albini (1927-1930)
- Alessandro Ghigi (1930-1943)
- Enrico Redenti (agosto-ottobre 1943)
- Umberto Borsi (19-28 ottobre 1943) – facente funzione
- Goffredo Coppola (1944-1945)
- Edoardo Volterra (1945-1947)
- Guido Guerrini (1947-1950)
- Felice Battaglia (1950-1956)
- Giuseppe Gherardo Forni (1956-1962)
- Felice Battaglia (1962-1968)
- Walter Bigiavi (maggio-giugno 1968) – facente funzione
- Tito Carnacini (1968-1976)
- Carlo Rizzoli (1976-1985)
- Fabio Alberto Roversi Monaco (1985-2000)
- Pier Ugo Calzolari (2000-2009)
- Ivano Dionigi (2009-2015)
- Francesco Ubertini[174][175] (2015-2021)
- Giovanni Molari (dal 2021)

### Libri
- Girolamo Arnaldi, A Bologna tra maestri e studenti (PDF), in Il pragmatismo degli intellettuali. Origini e primi sviluppi dell'istituzione universitaria, collana Antologia di storia medievale. I florilegi, vol. 5, Torino, Scriptorium, 1996,  pp. 47-66, ISBN 88-455-6100-3.
- Andrea Braschi e Riccardo Gulli (a cura di), Edilizia e sostenibilità 2016-2021 costruire per un modello di comunità sostenibile, Bologna, Bologna University Press, 2016, ISBN 978-88-6923-199-5, SBN CFI0951349.
- Marzio Barbagli, Asher Colombo e Renzo Orsi, Gli studenti e la città. Primo rapporto sugli studenti dell'Università di Bologna, prefazione di Pier Ugo Calzolari, Bologna, Bononia University Press, 2009, ISBN 978-88-7395-475-0.
- Ovidio Capitani (a cura di), Bologna nel Medioevo, collana Storia di Bologna, Bologna, Bologna University Press, 2007, ISBN 978-88-7395-208-4, SBN UBO3237293.
- Marco Cavina, Bologna città universitaria, collana Le guide traveler di National geographic, Roma, National Geographic, 2020, ISBN 9788854047143, OCLC 1261139009.
- Serafino Mazzetti, Repertorio di tutti i professori antichi, e moderni, della famosa università, e del celebre istituto delle scienze di Bologna compilato da Serafino Mazzetti bolognese archivista vescovile, Bologna, San Tommaso d'Aquino, 1847.
- Simona Salustri, Un ateneo in camicia nera. L'Università di Bologna negli anni del fascismo, Roma, Carocci, 2010, ISBN 978-88-430-5681-1.
- (LA) Mauro Sarti, Carlo Malagola, Cesare Albicini e Mauro Fattorini, De claris Archigymnasii bononiensis professoribus a saeculo XI usque ad saeculum XIV, Bologna, Bononiae: Ex officina regia fratrum Merlani, 1888, LCCN 05034343, OCLC 08225764. URL consultato il 5 ottobre 2017.

### Pubblicazioni
- Luigi Pepe e Piero Del Negro (a cura di), Le università napoleoniche: uno spartiacque nella storia italiana ed europea dell'istruzione superiore, Atti del convegno internazionale di studi, Padova-Bologna, 13-15 settembre 2006, Bologna, CLUEB, 2008, ISBN 978-88-491-3093-5.
- Andrea Romano e Gian Paolo Brizzi (a cura di), Studenti e dottori nelle università italiane (origini – XX secolo, Atti del Convegno di Studi, Bologna 25-27 novembre 1999, Bologna, CLUEB, 2000, ISBN 88-491-1618-7.
- Andrea Romano (a cura di), Gli statuti universitari: tradizione dei testi e valenze politiche. Atti del Convegno internazionali di studi Messina-Milazzo, 13-18 aprile 2004, Bologna, CLUEB, 2007, ISBN 978-88-491-2848-2.